# 日產Primera
日產Primera（英語：Nissan Primera，日语：プリメーラ）是日本日產汽車歐洲部門於1990年所推出的中型車，與日產藍鳥為姐妹車，用以取代日產Stanza及Auster車系主打歐洲市場的中產階級客層，於日本及中國、東南亞、歐洲、大洋洲都有銷售，在北美洲市場多以英菲尼迪G20之名出售，臺灣裕隆汽車正式翻譯為「霹靂馬」，在中國的正式翻譯則為「派美」，在港澳的正式翻譯則為「名駿」。1990年起第一代P10上市，1995年推出第二代P11，2001年推出第三代P12，直到2008年結束生產。其在歐洲市場的勁敵為福特Mondeo、歐寶Vectra、福斯Passat、雷諾Laguna、沃尔沃S40和奧迪A4，日本及東南亞市場的勁敵為三菱Galant、速霸陸Legacy、豐田Corona、本田Accord、大宇Espero、現代索納塔和馬自達Capella。

## 歷史

### 第一代P10型系（1990年-1995年）
1990年2月上市的Primera P10型系，目的是設為日產Stanza及Auster車系的後繼車型，同時與日產藍鳥U12型系為姐妹車，全車出自日產英國設計中心之手，並交由日產英國NMUK廠生產，為日產在歐洲市場的戰略車種，簡潔的身影充滿濃郁歐風氣息，性能、操控、舒適、配備、安全都獲得市場認同，甚至還足以媲美諸多歐系對手。
車款有四門轎車、五門掀背車及五門旅行車三種，其中五門旅行車為Avenir車系的歐洲外銷版 。藉由優雅簡潔的車身線條，獲得4400×1695×1385mm車身尺碼，在歐洲和福特Sierra、寶獅405、雪鐵龍BX、雷諾21、沃尔沃440/460等同為勁敵，但因售價更便宜、故障率低、優異性能與操控（前多連桿、後麥弗遜懸吊）而廣受歡迎；2550mm軸距提供非常寬敞的乘坐空間，流暢的中控台設計完全符合人體工學，配置空調、音響、電動窗等行頭，多以實用便利為訴求。1994年為了安全考量，更將駕駛座SRS氣囊列為全車系標準配備。
動力方面共有兩種直列四缸汽油噴射引擎選擇，分別為SR20DE（排氣量1998cc，馬力150hp/6400rpm、扭力19.0kgm/4800rpm）和SR18Di（排氣量1838cc，馬力110hp/6500rpm、扭力15.3kgm/4000rpm），並和五速手排和四速自排變速箱搭配組合；1992年針對SR18Di進行升級，換成更新的SR18DE引擎，同樣的1838cc引擎可發揮125hp/6000rpm、16.0kgm/4800rpm功率輸出，2.0L心臟也和更聰明的四速E-AT搭配。由於Primera的車身重量為1100-1150kg，故創造出11.4-13.2km/L的平均油耗。
由於此代車型在日本創造33萬輛銷售成績，在英國也創造50萬輛銷售成績，這樣的成績讓日產信心大增，因此將第二代Primera P11型系的開發設計全交給日產英國設計中心負責，並在1995年進行世代交替，而此代車型曾經獲得1991年歐洲年度風雲車的獎項。

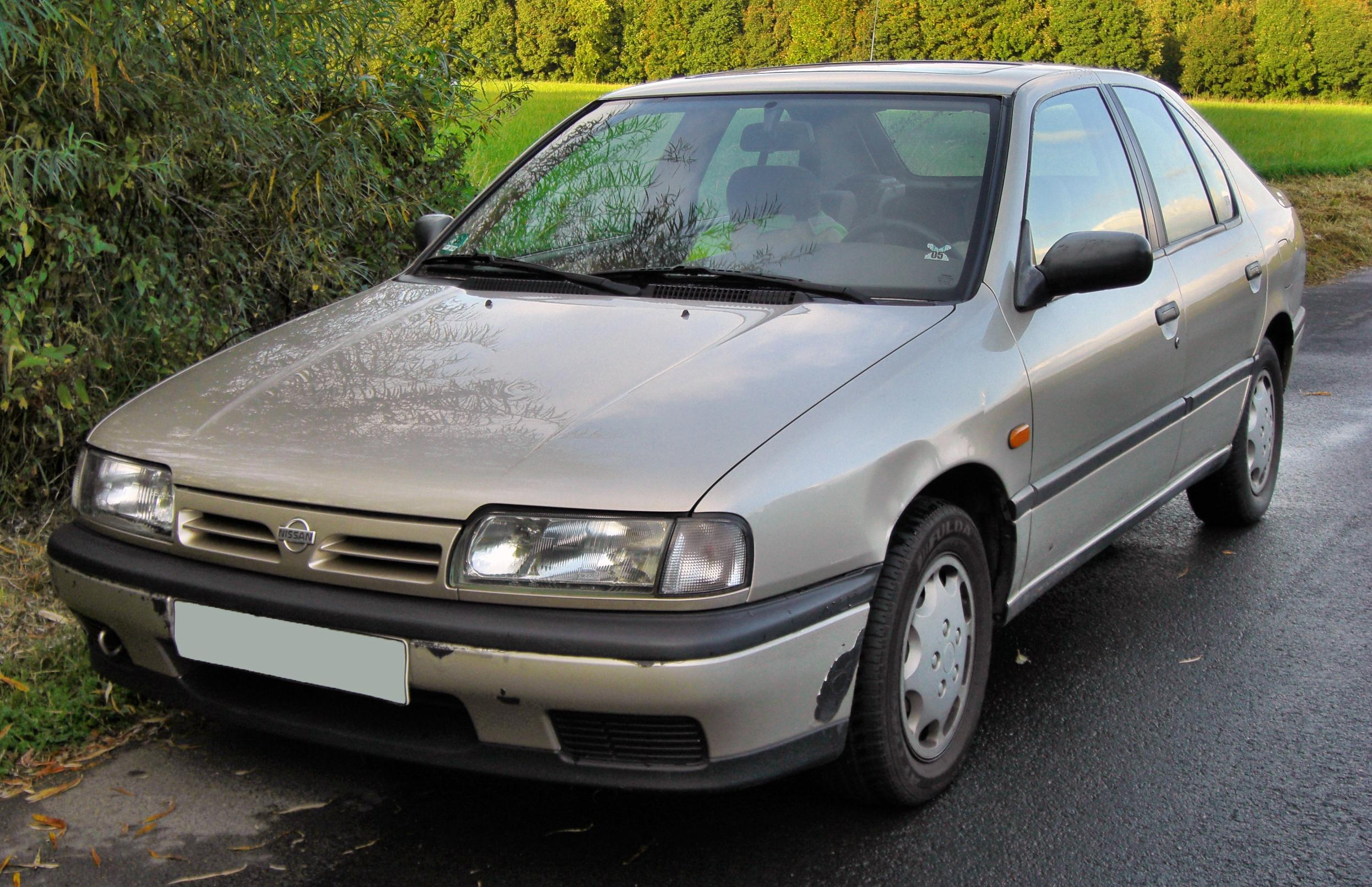
第一代Primera P10型系五門掀背車款前期車頭(歐洲樣式)
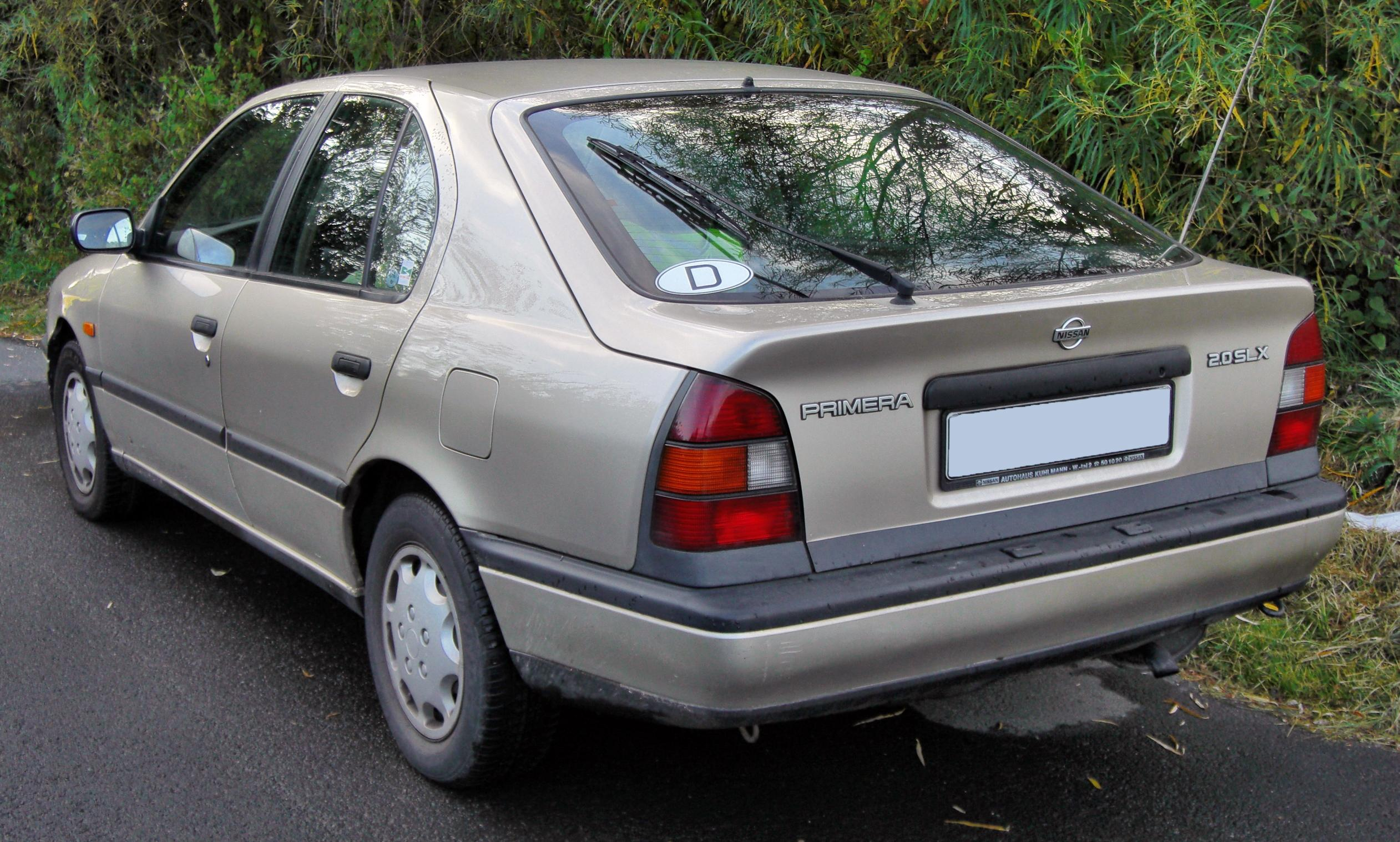
第一代Primera P10型系五門掀背車款前期車尾(歐洲樣式)
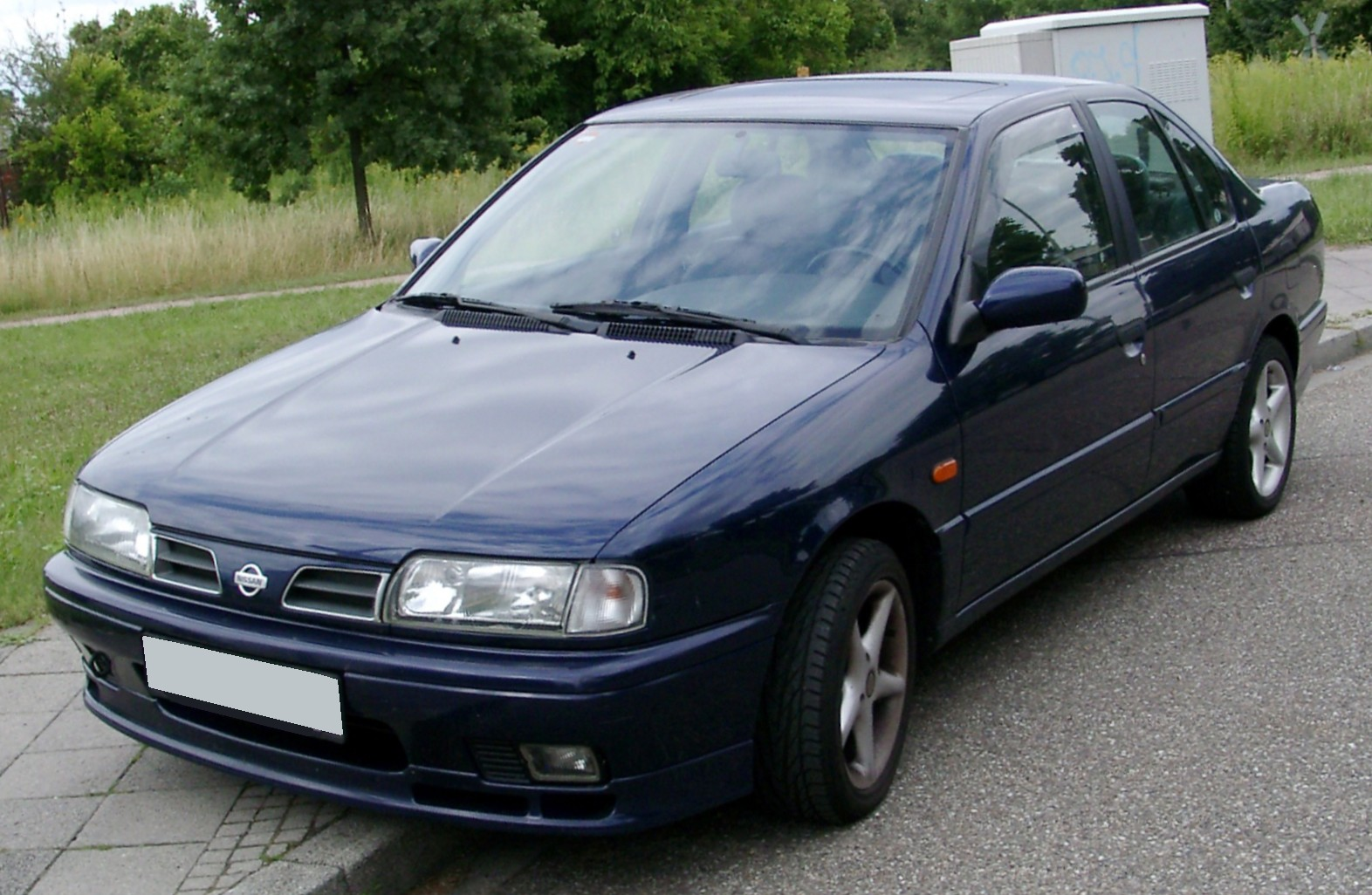
第一代Primera P10型系四門轎車款後期車頭(歐洲樣式)
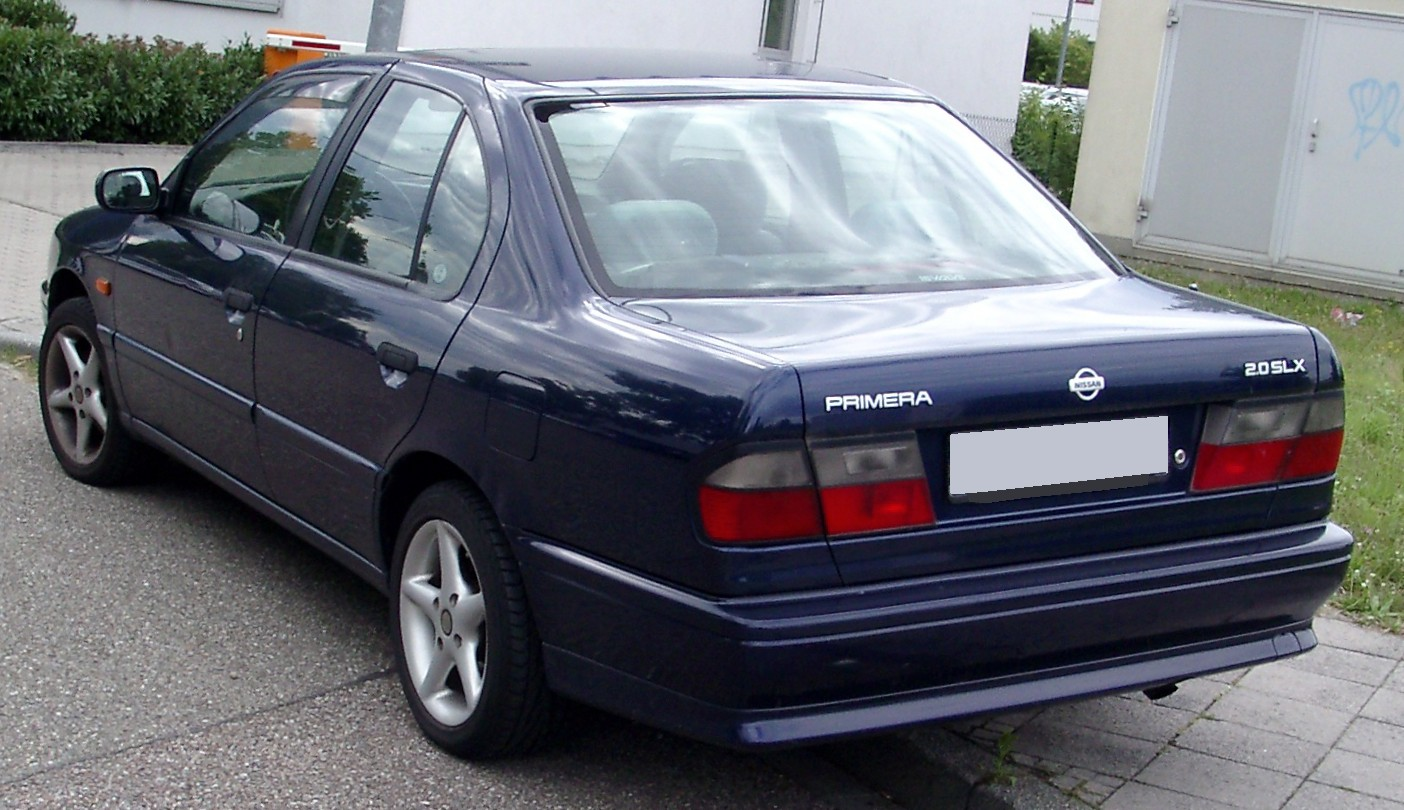
第一代Primera P10型系四門轎車款後期車尾(歐洲樣式)
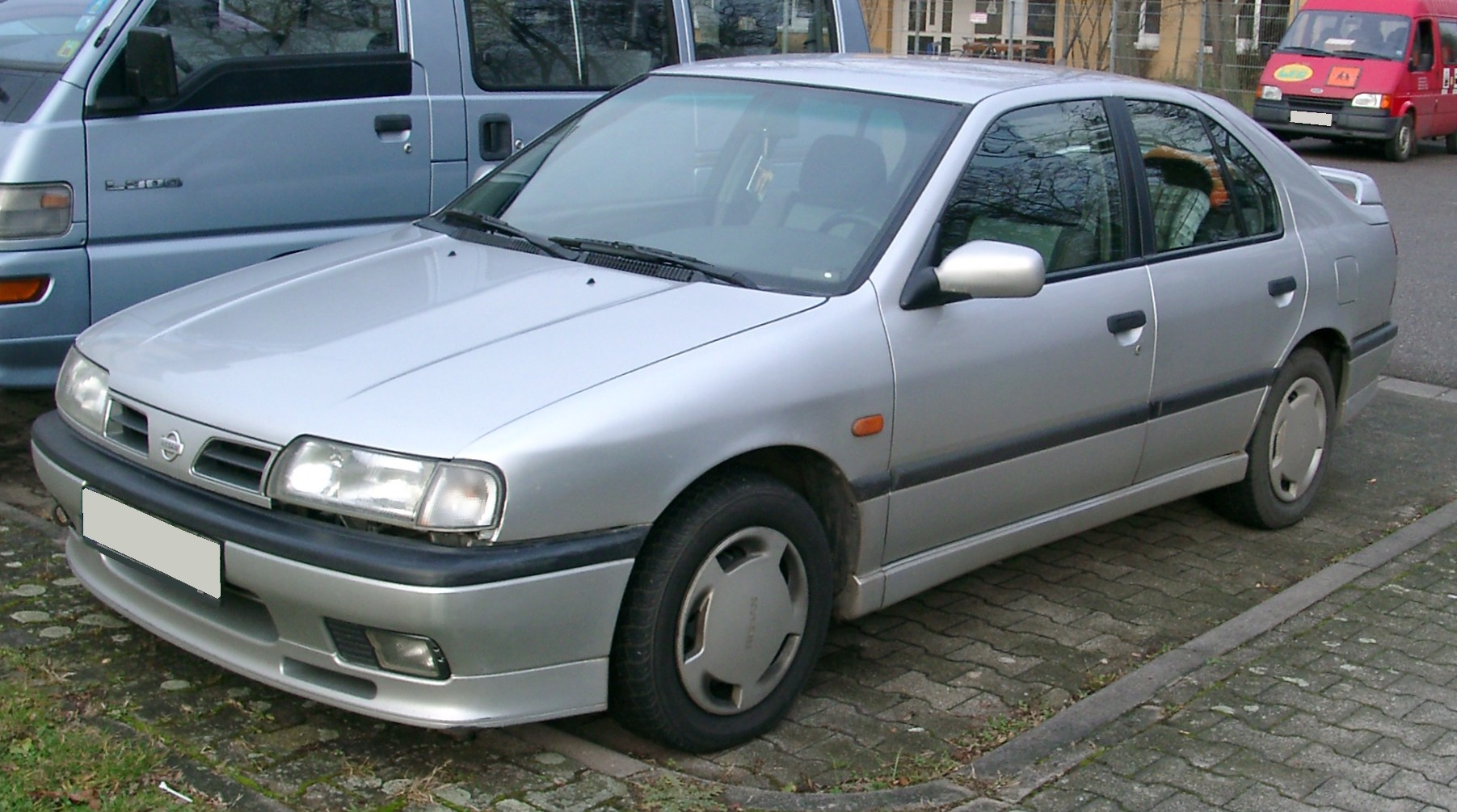
第一代Primera P10型系五門掀背車款後期車頭(歐洲樣式)
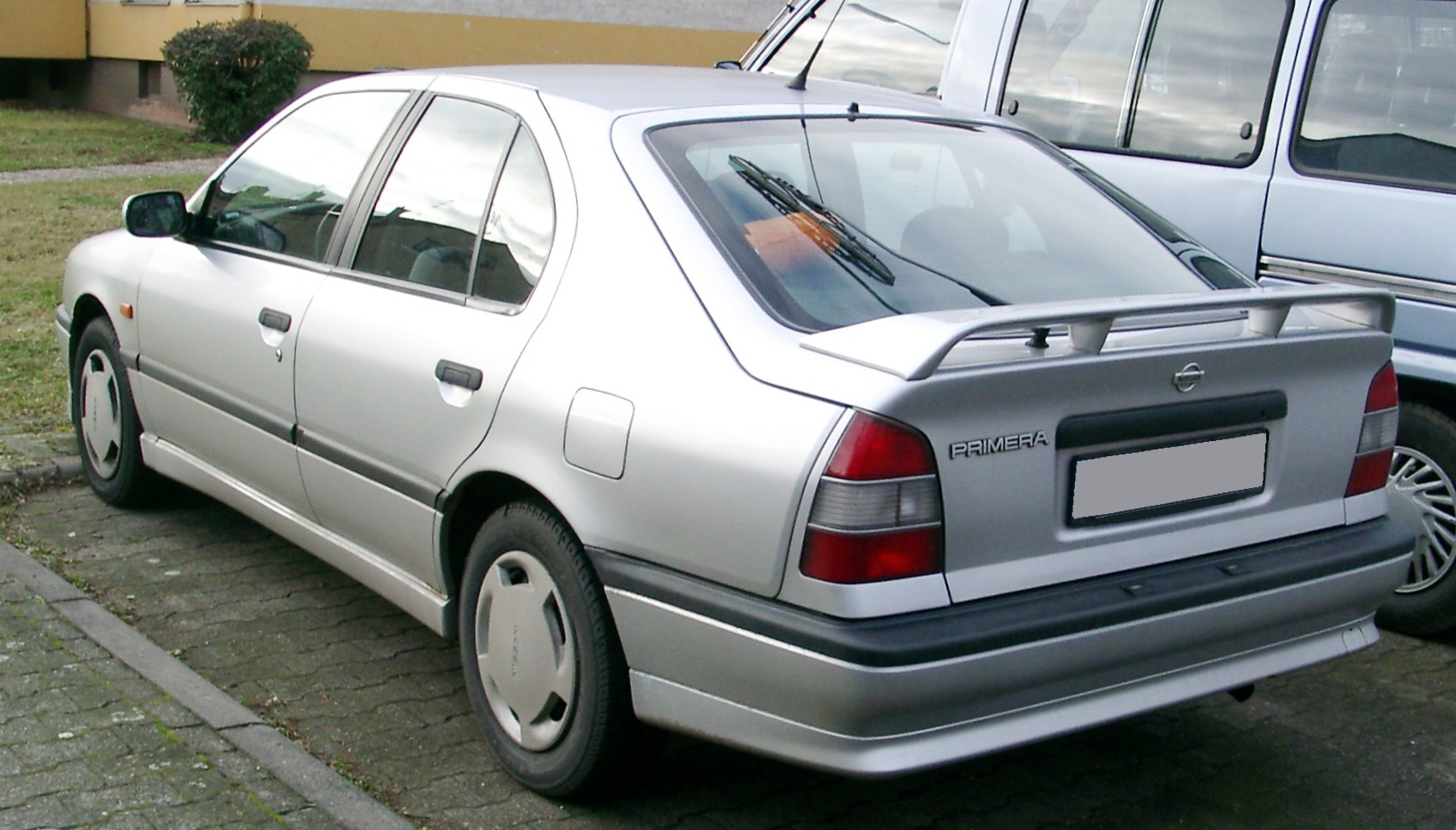
第一代Primera P10型系五門掀背車款後期車尾(歐洲樣式)
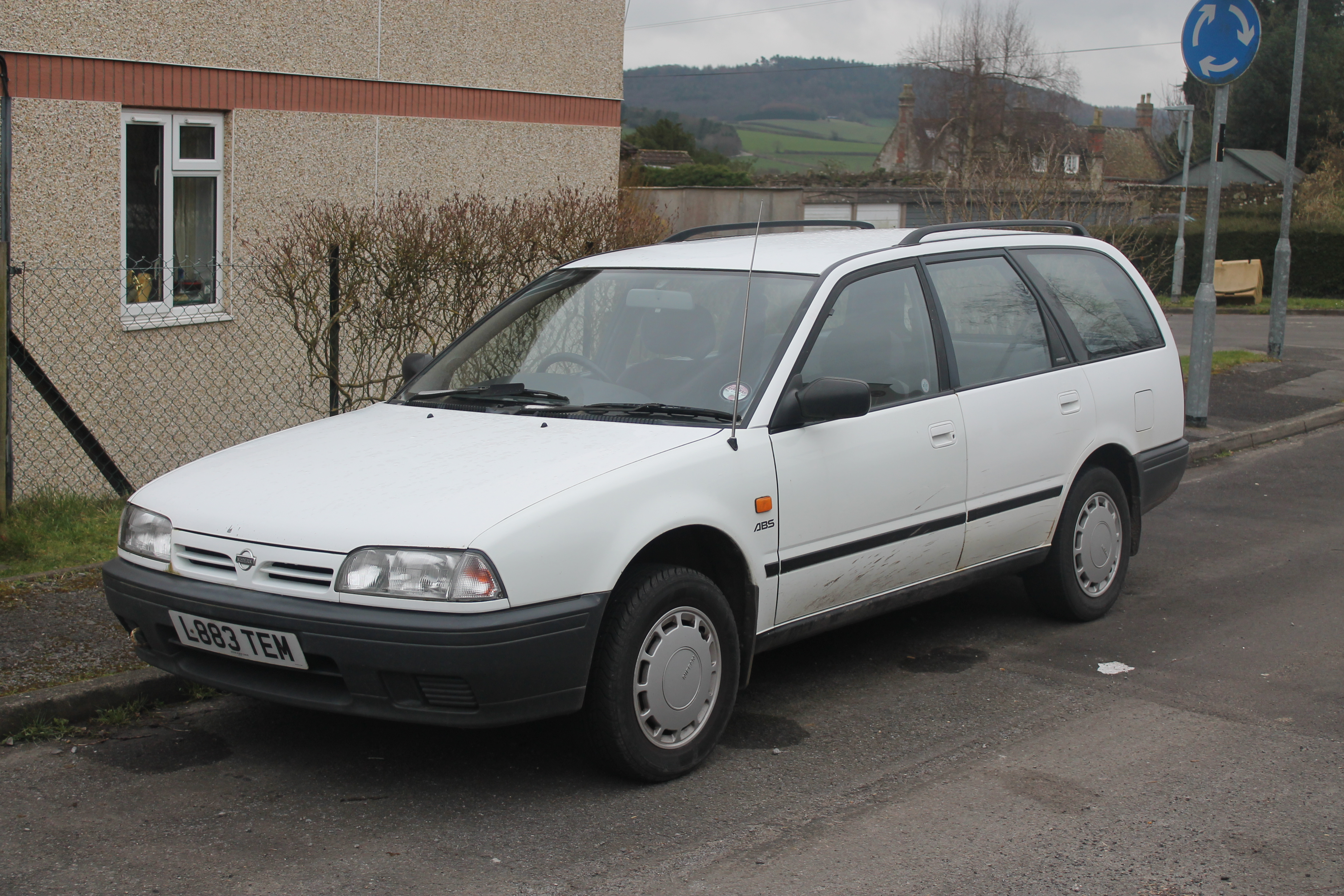
第一代Primera P10型系五門旅行車款車頭(歐洲樣式)
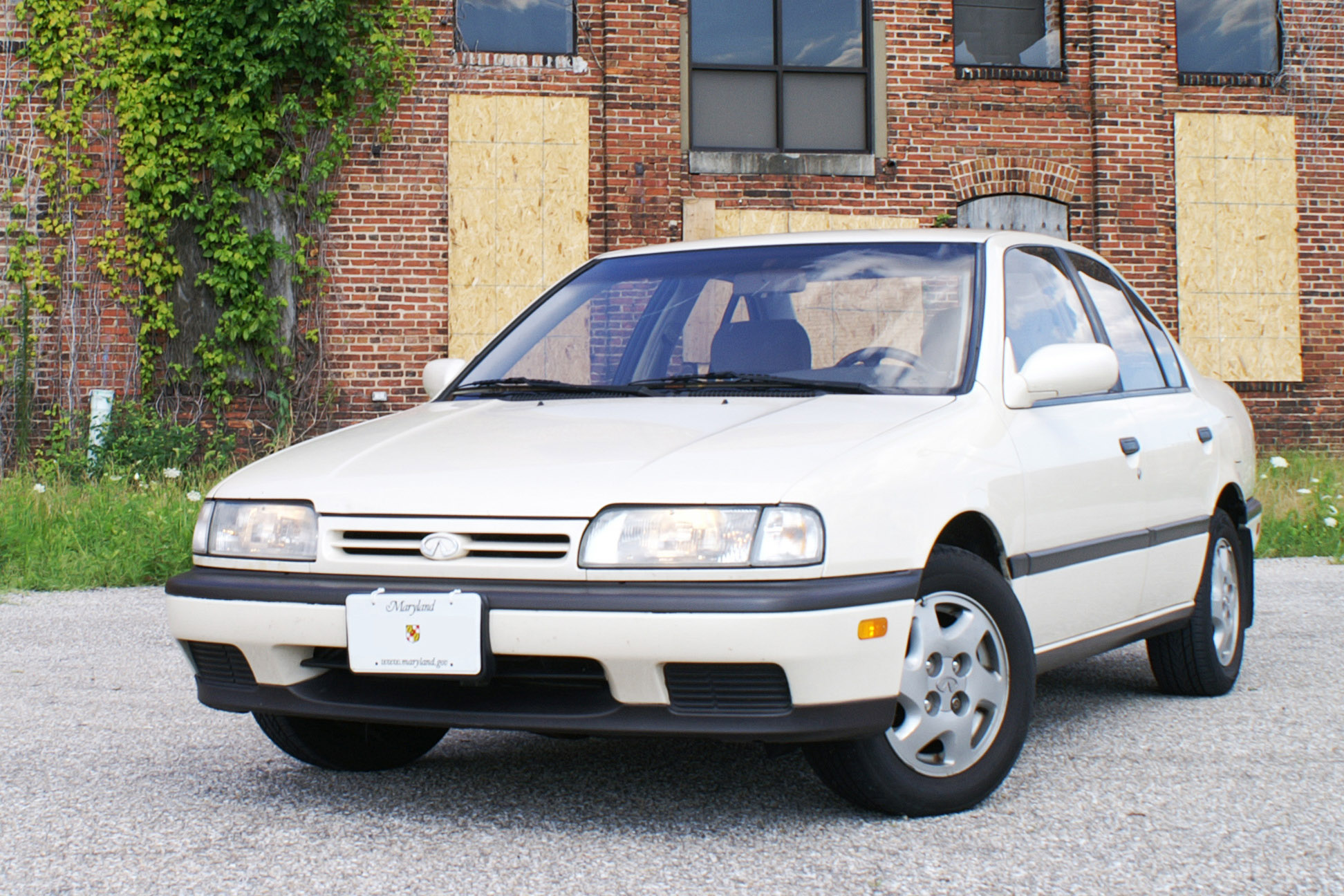
第一代英菲尼迪G20 P10型前期車頭
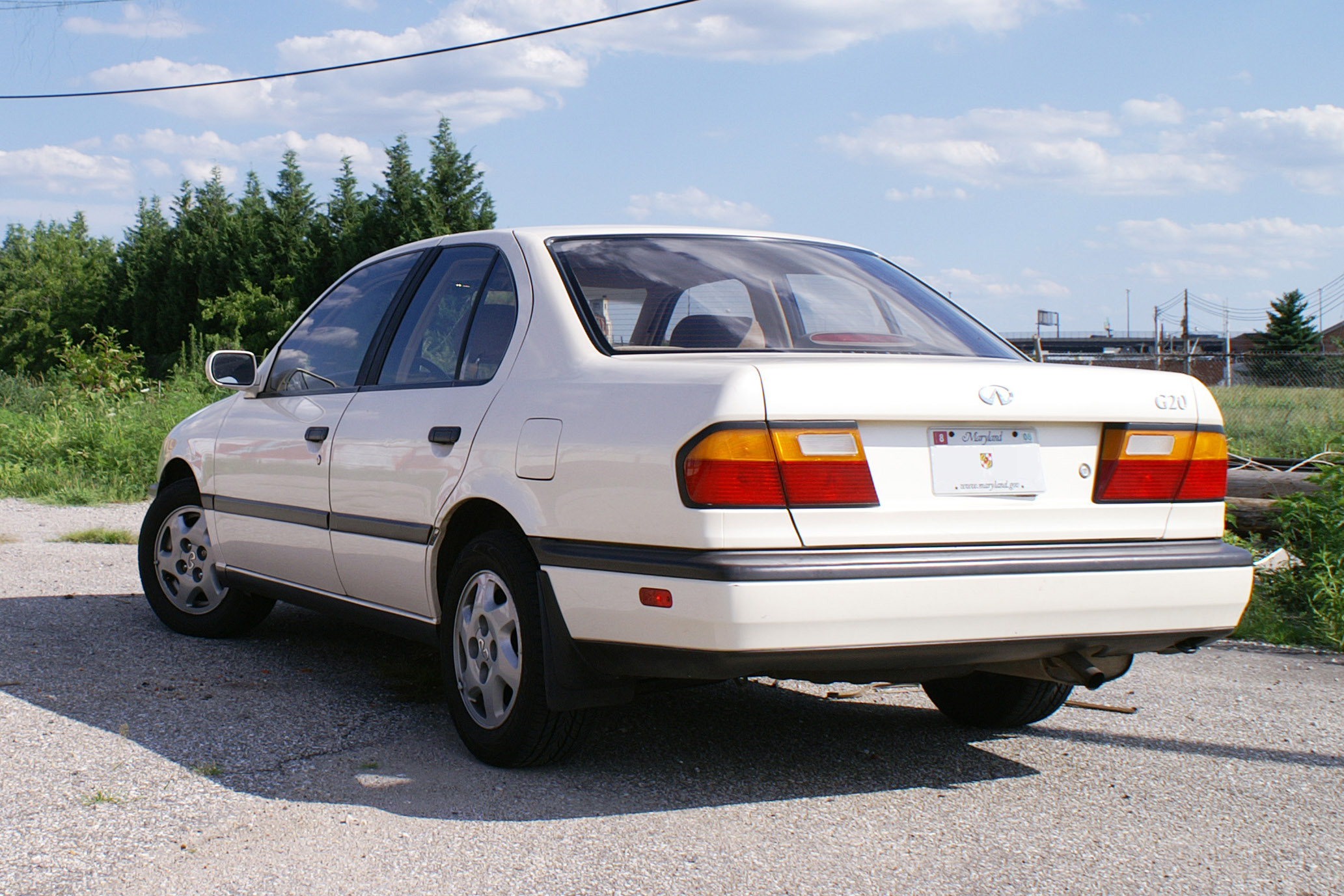
第一代英菲尼迪G20 P10型前期車尾
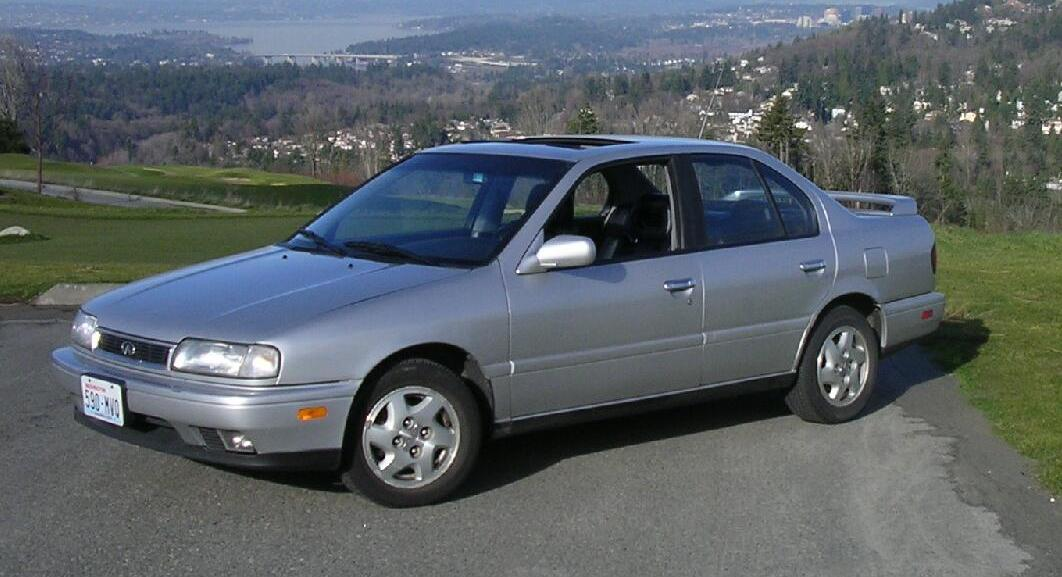
第一代英菲尼迪G20 P10型後期車頭

#### 臺灣裕隆Primera P10型
在臺灣，裕隆汽車於1991年6月自歐洲進口第一代Primera P10型系，以日裔歐製車方式透過旗下經銷商經惠實業(今裕隆日產汽車)在臺灣通路銷售，當時共進口SLX四門轎車、SLX五門掀背車，以及性能版本eGT四門轎車三種車型（排氣量均為2.0L ），其中SLX車型搭載SR20Di引擎，雖然為當時頗為先進的DOHC 16V設計，供油系統採用結構極為簡單的單點噴射式，馬力僅115匹，性能版本eGT採用多點噴射引擎則有當時非常傑出的150匹最大馬力。1992年11月，裕隆汽車正式將Primera P10型系（裕隆代號YLN-931）四門轎車國產化，以「霹靂馬」為名在臺灣市場銷售，同時亦做為停產多年的快得利（Stanza）車系之後繼車。當時裕隆國產化版本有GL、GLA、GT、GTA四種車型，142匹的最大馬力為臺灣日系國產車之最。但由於推出時偏向運動化的設定，使裕隆在臺灣國產中型房車市場上節節敗退，再加上時任裕隆集團執行長的董事長嚴凱泰因為資歷和能力問題，被外界稱作「敗家嚴」。
裕隆在Primera P10型系推出國產化後，亦沒有結束銷售不彰的命運，與同時期上市的第三代福特Telstar相比，在銷量上還是有極大差距，而產品壽命也僅約4年的時間，其中1994年11月裕隆還自行推出Primera P10型系小改款車型，將水箱罩改為直瀑式造型，尾燈改為全紅燈組，並生產至1996年為止。1996年裕隆將日產Cefiro A32型系國產化後，再度從歐洲導入後期 Primera P10 2.0 SLX 並以「Nissan Primera from Europe Infiniti G20 Version」的名義，車外貼上「Made In UK」，換上 INFINITI 前後廠徽、水箱罩、鋁圈廠徽等，透過經惠實業在臺灣通路銷售，並銷售至1997年自歐洲進口第二代Primera P11型系為止。 

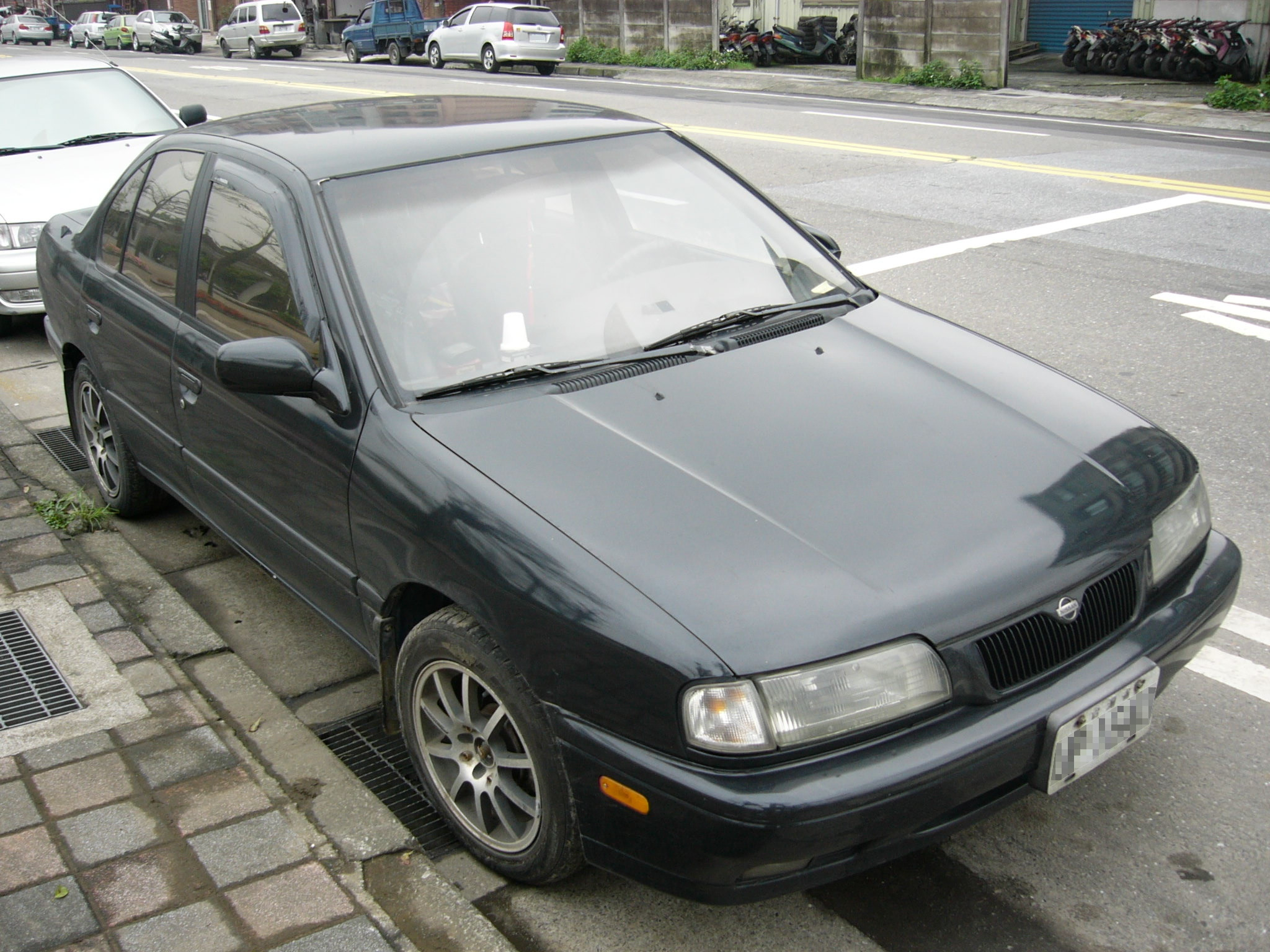
第一代Primera P10型系2.0iGLA四門轎車款後期車頭(臺灣樣式)
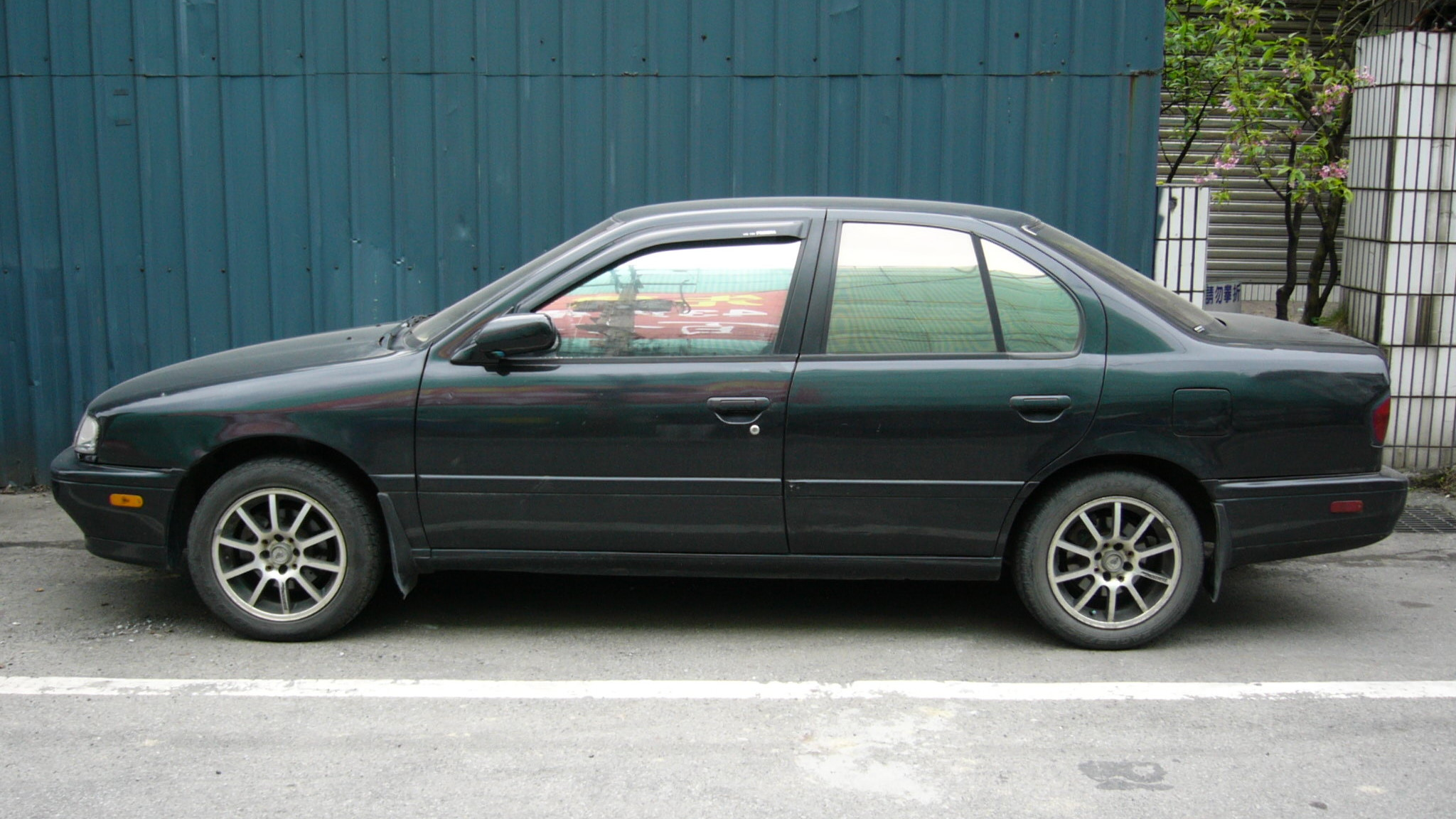
第一代Primera P10型系2.0iGLA四門轎車款後期車側(臺灣樣式)
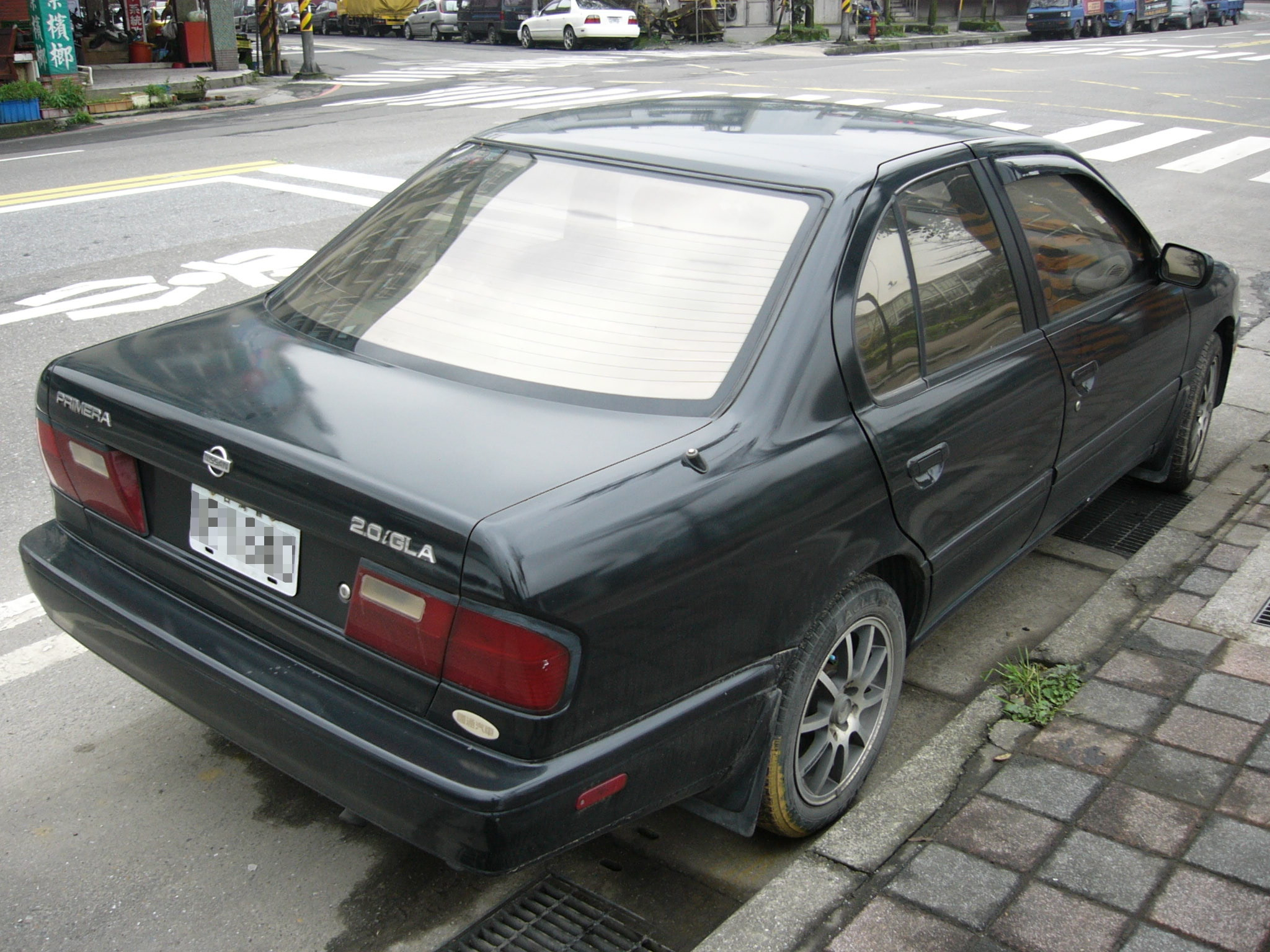
第一代Primera P10型系2.0iGLA四門轎車款後期車尾(臺灣樣式)
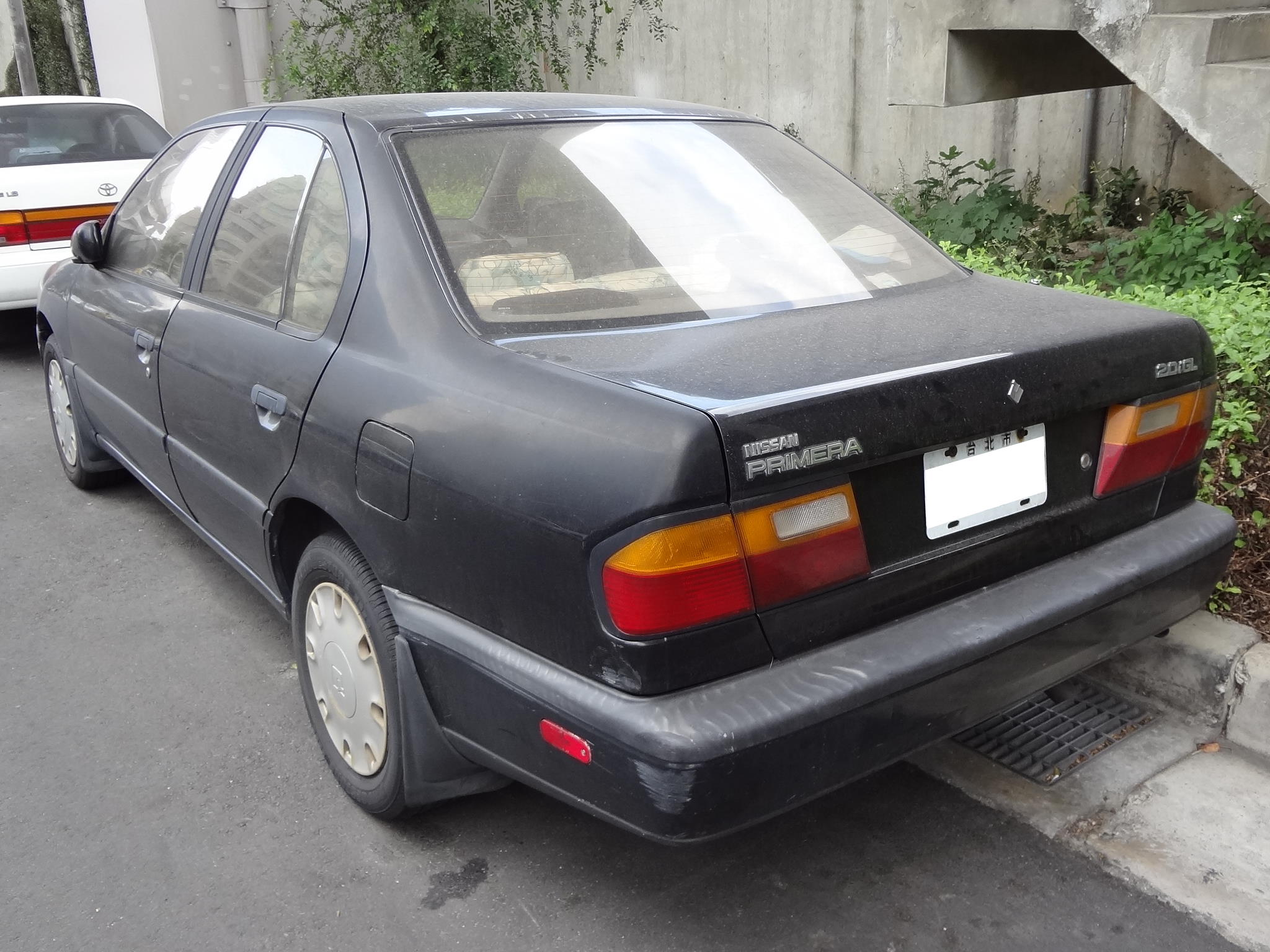
第一代Primera P10型系2.0iGL 四門轎車款前期車尾(臺灣樣式)

### 第二代P11型系（1995年-2001年）
1995年9月第二代Primera P11型系正式在日本銷售，同時與日產藍鳥U14型系為姐妹車，並於1996年立即於歐洲及東南亞、大洋洲銷售。此代P11型系在底盤跟性能方面依舊是沿續了P10型系性能房車的風格，外觀修飾的更為流線精致，內裝則改進了讓人垢病的後座空間不夠寬敞 。在底盤上跟P10最大的差別為前懸吊依舊為多連桿懸吊，後懸吊改為日產QT懸吊。在車款上除了維持上一代的四門轎車及五門掀背車、五門旅行車外，還特別在日本版加入了豪華取向的雙生車Camino，在動力方面日本及歐洲地區還是維持不一樣的配置，日本版依舊搭載SR18DE/SR20DE二種引擎，到1998年還加入NEO-Di汽油缸內直噴技術引擎及Hyper CVT六速手自排系統，和歐洲版的1.6/2.0配置相比，日本版明顯的高級許多。至於此代的性能版本則改由五門掀背車款來擔當，型號為SRi，動力系統依舊是SR20DE引擎。至於日本版雙生車Camino則是搭載入門的1.8 QG18DE引擎版本，2.0則是閹割過的SR20VE引擎190hp。其後受到日產財務惡化的影響，1999年日產針對歐洲版P11型系進行小改款，修改引擎蓋、進氣壩、頭燈、尾燈的造型，在外觀方面類似策略夥伴雷諾汽車的設計風格，有別於日本版的設計風格，而日本版四門房車及五門旅行車還是維持相同的造型。
在臺灣地區，裕隆汽車於1997年仍然自歐洲引進此代車型，打出「國際公民、新世界車」的高雅形象，繼續交由經惠實業負責銷售及維修。當時僅進口四門轎車SLX及SLX-H兩種型號，1.8L和2.0L兩種動力版本皆有販售。但由於在臺灣市場上的普及率反而不如上一代P10型系來得高，僅售出千餘輛左右，並銷售至1999年為止。

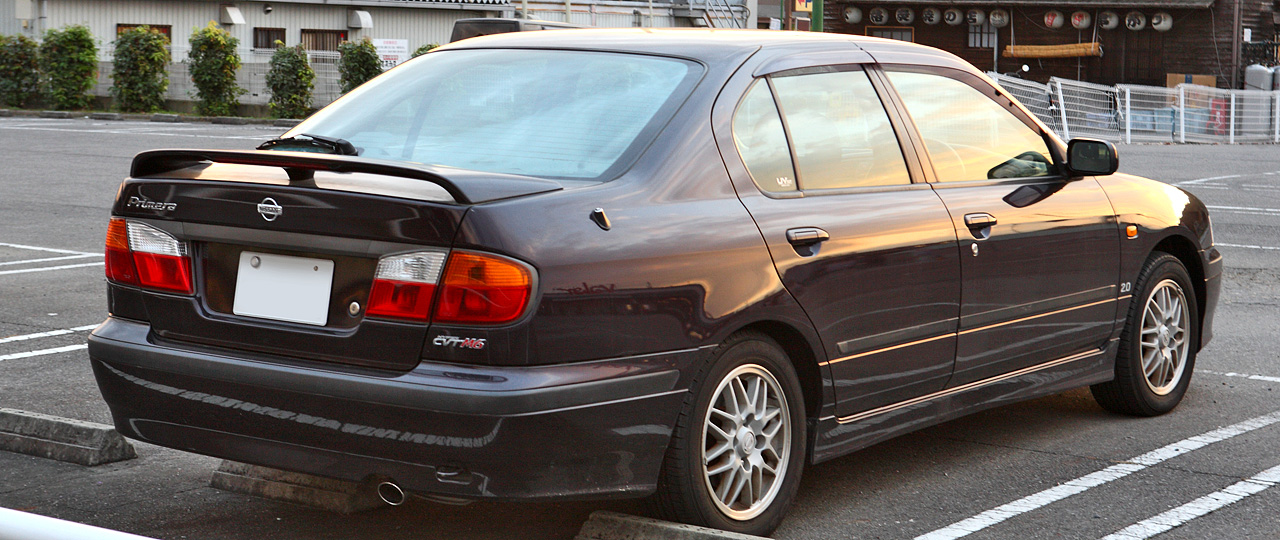
第二代Primera P11型系四門轎車款後期車尾(日本樣式)
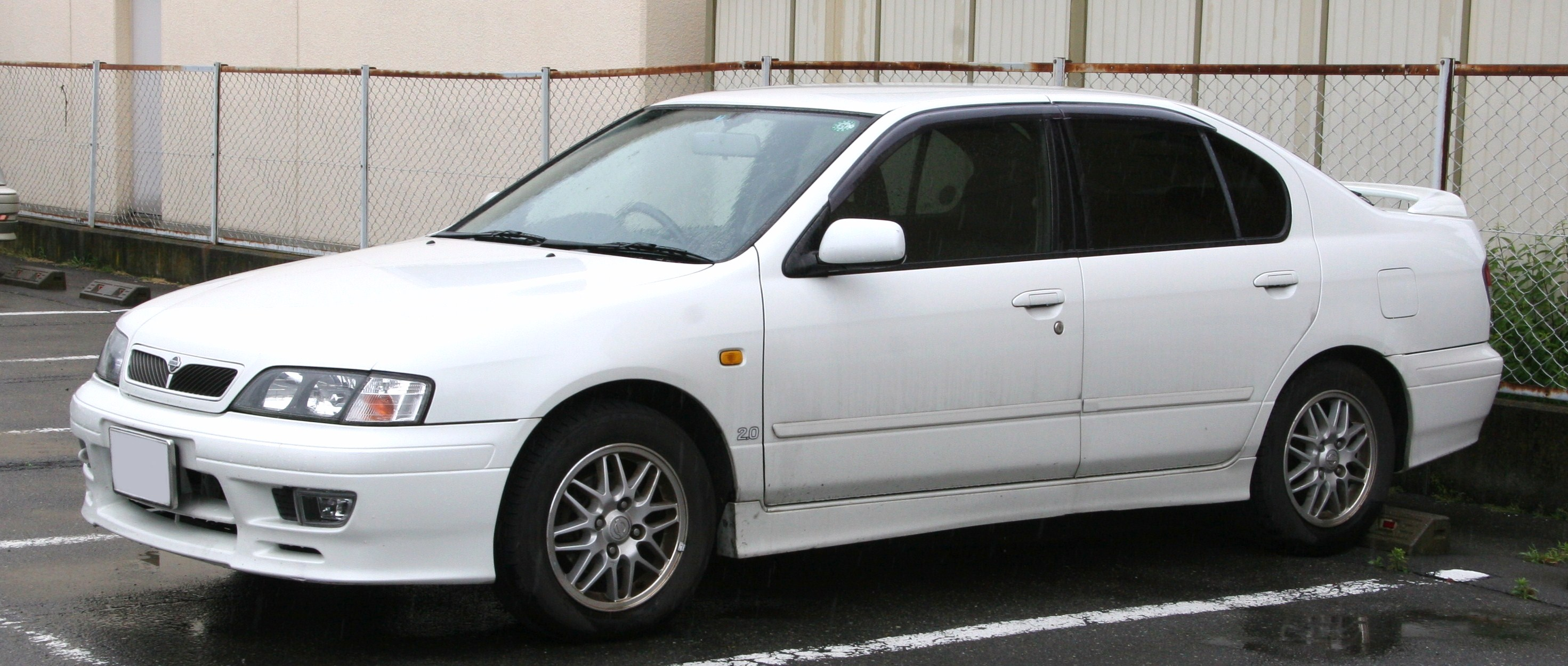
第二代Primera Camino P11型系四門轎車款車頭(日本樣式)
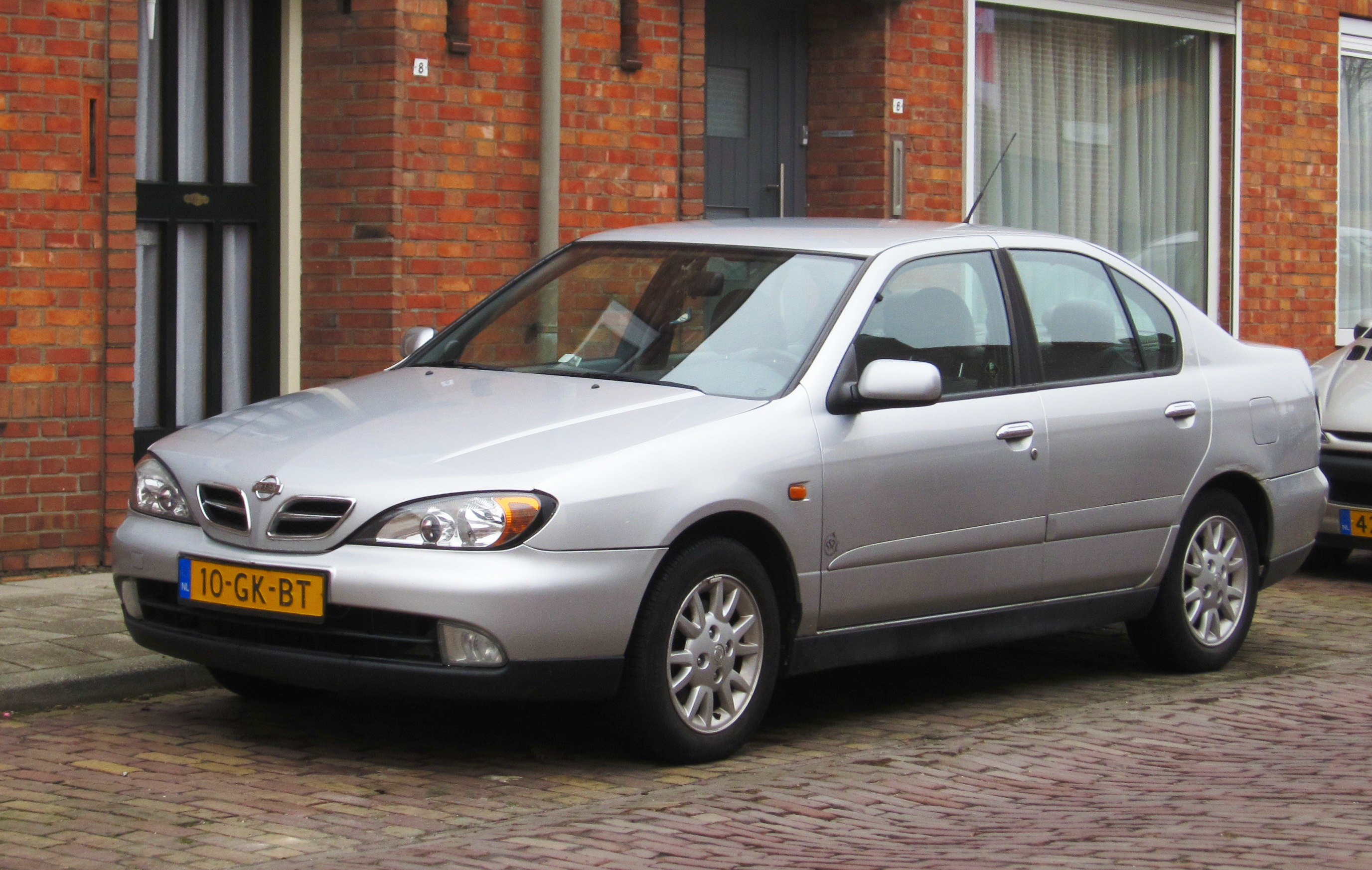
第二代Primera P11型系四門轎車款後期車頭(歐洲樣式)
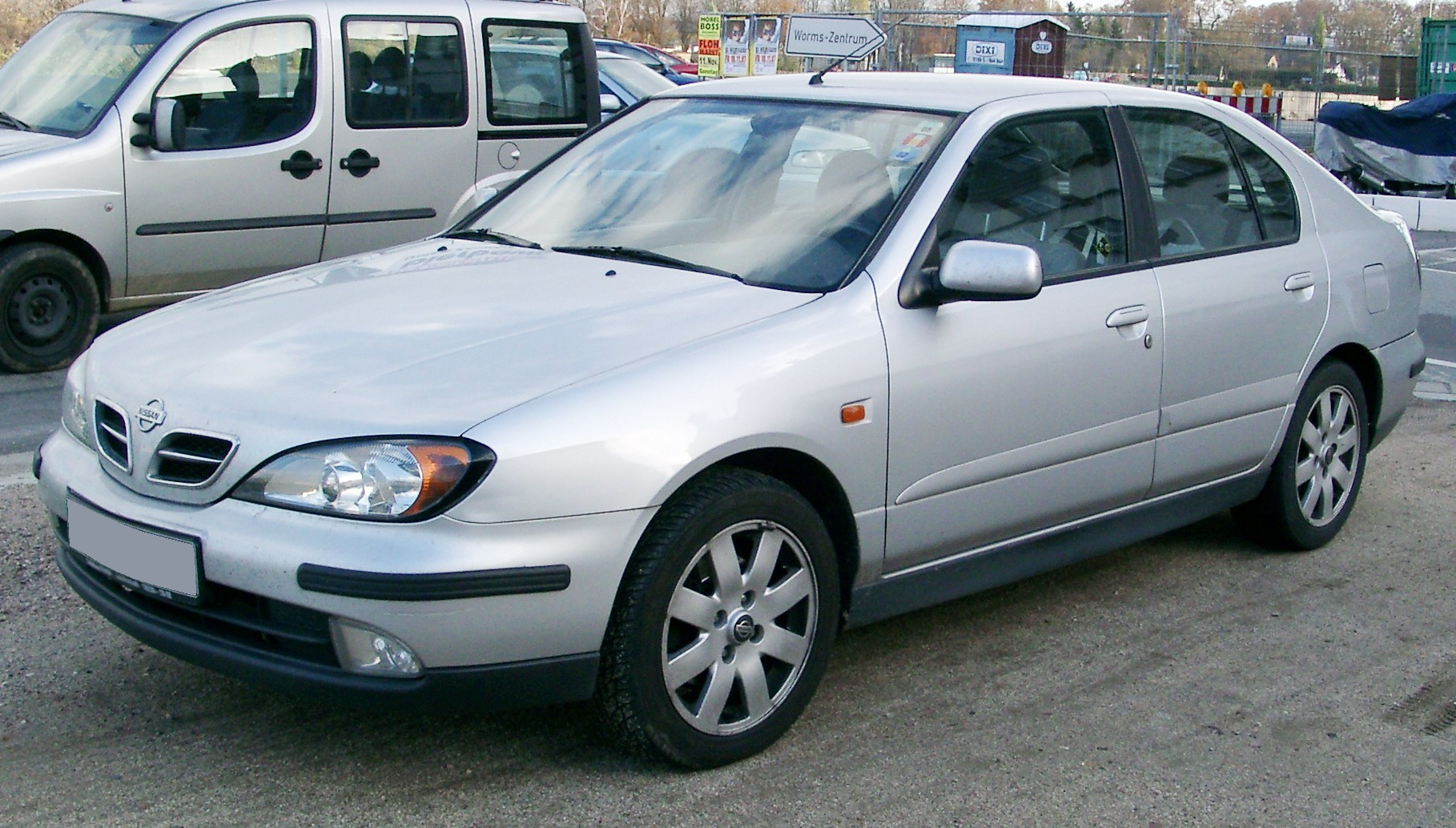
第二代Primera P11型系五門掀背車款後期車頭(歐洲樣式)
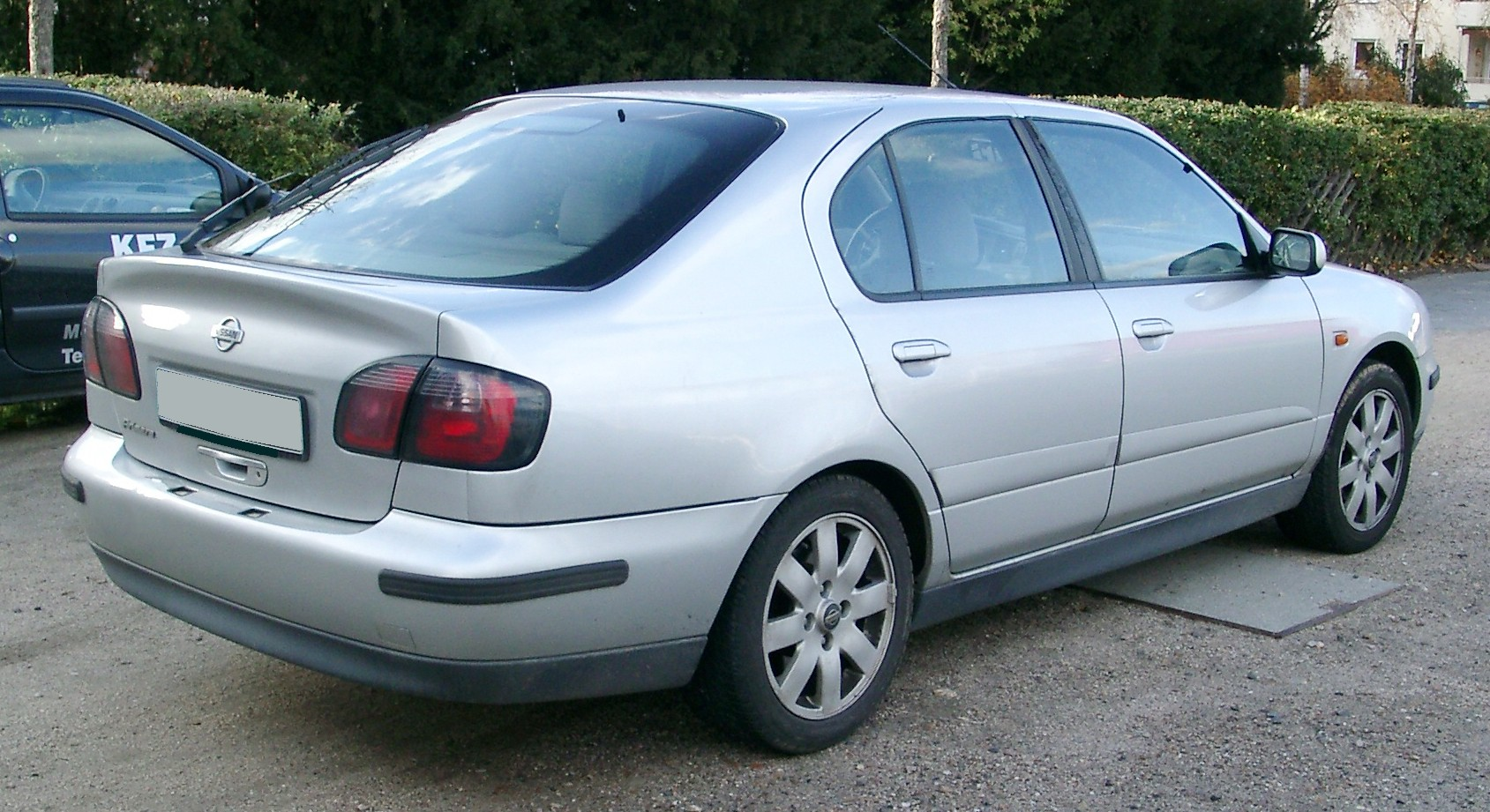
第二代Primera P11型系五門掀背車款後期車尾(歐洲樣式)
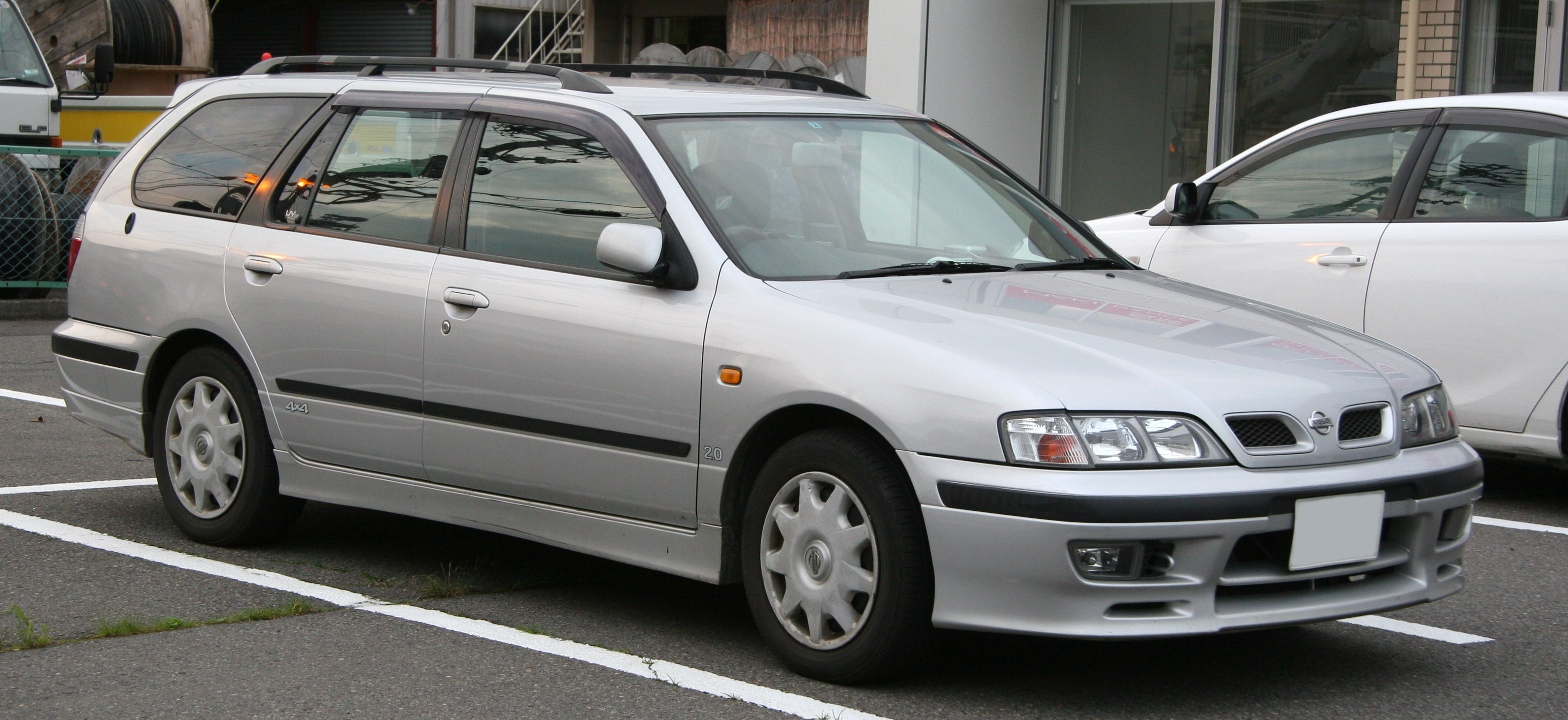
第二代Primera P11型系五門旅行車款前期車頭(日本樣式)
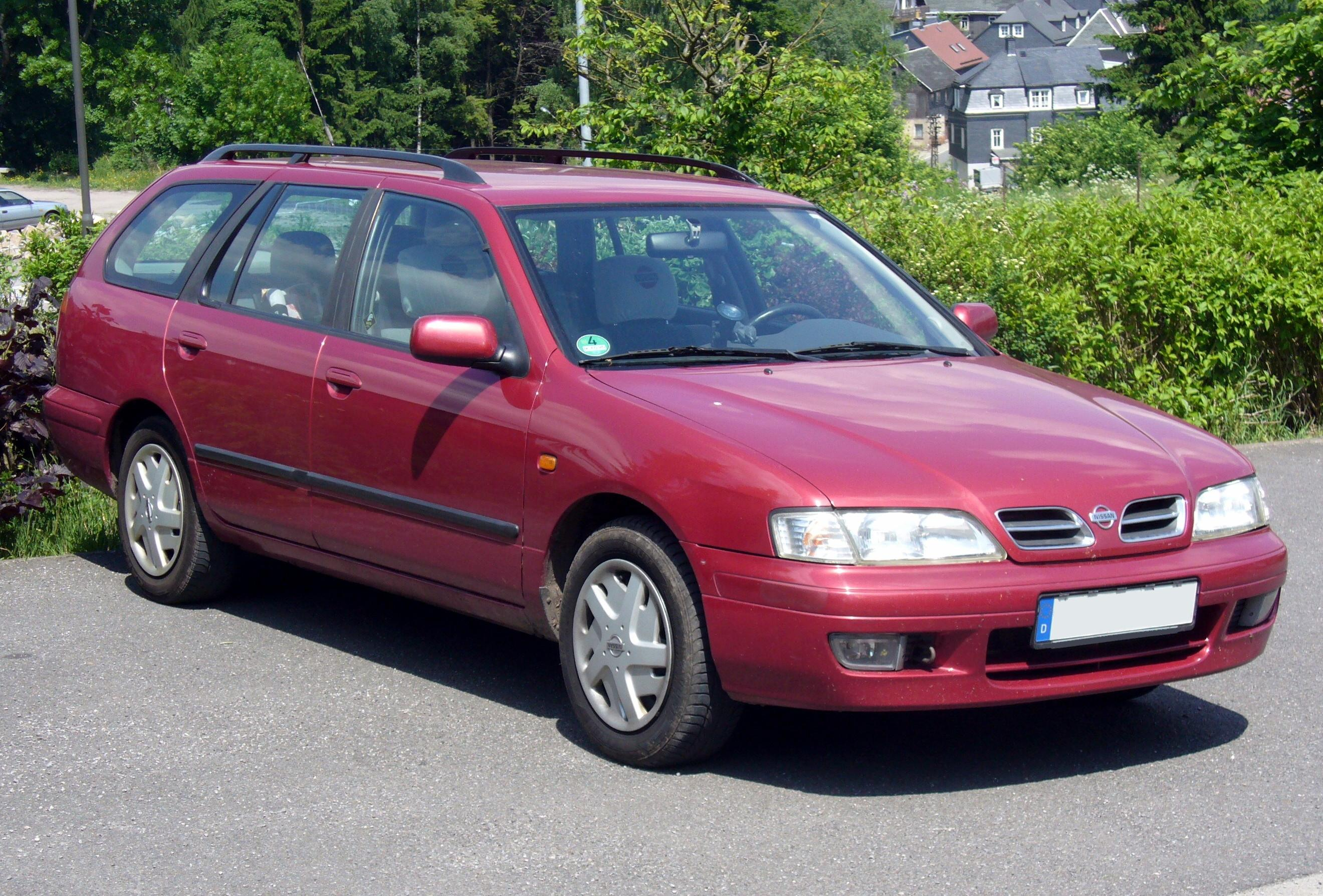
第二代Primera P11型系五門旅行車款前期車頭(歐洲樣式)
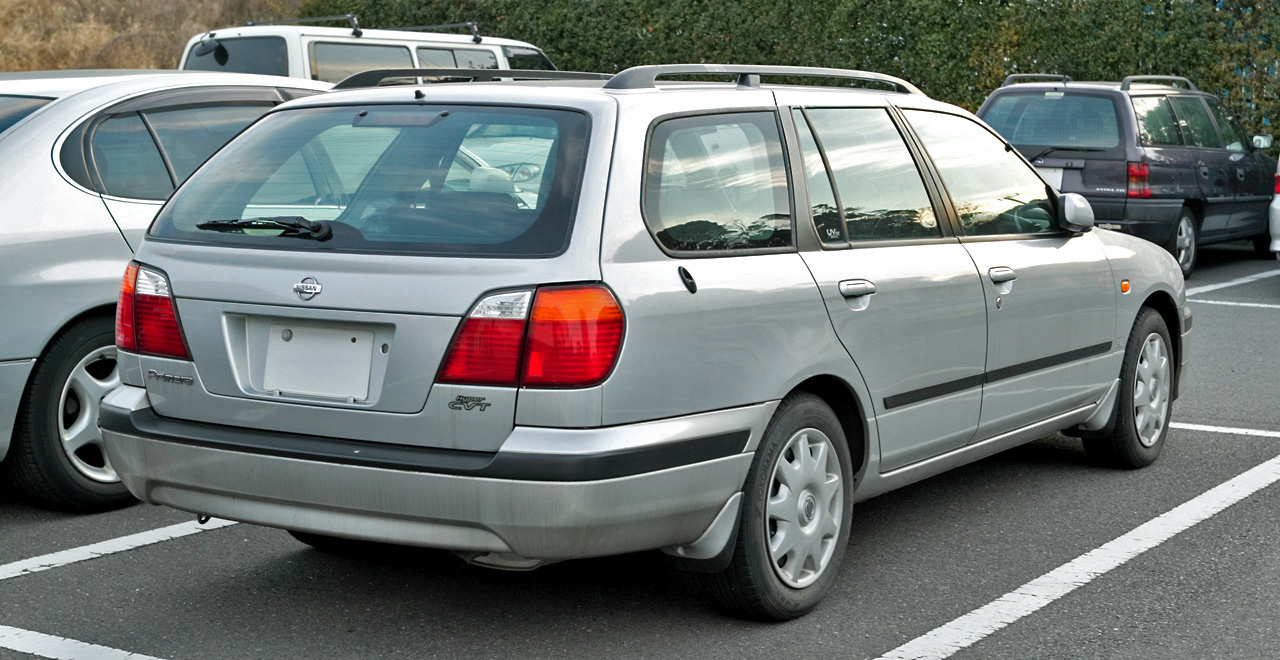
第二代Primera P11型系五門旅行車款前期車尾(日本樣式)
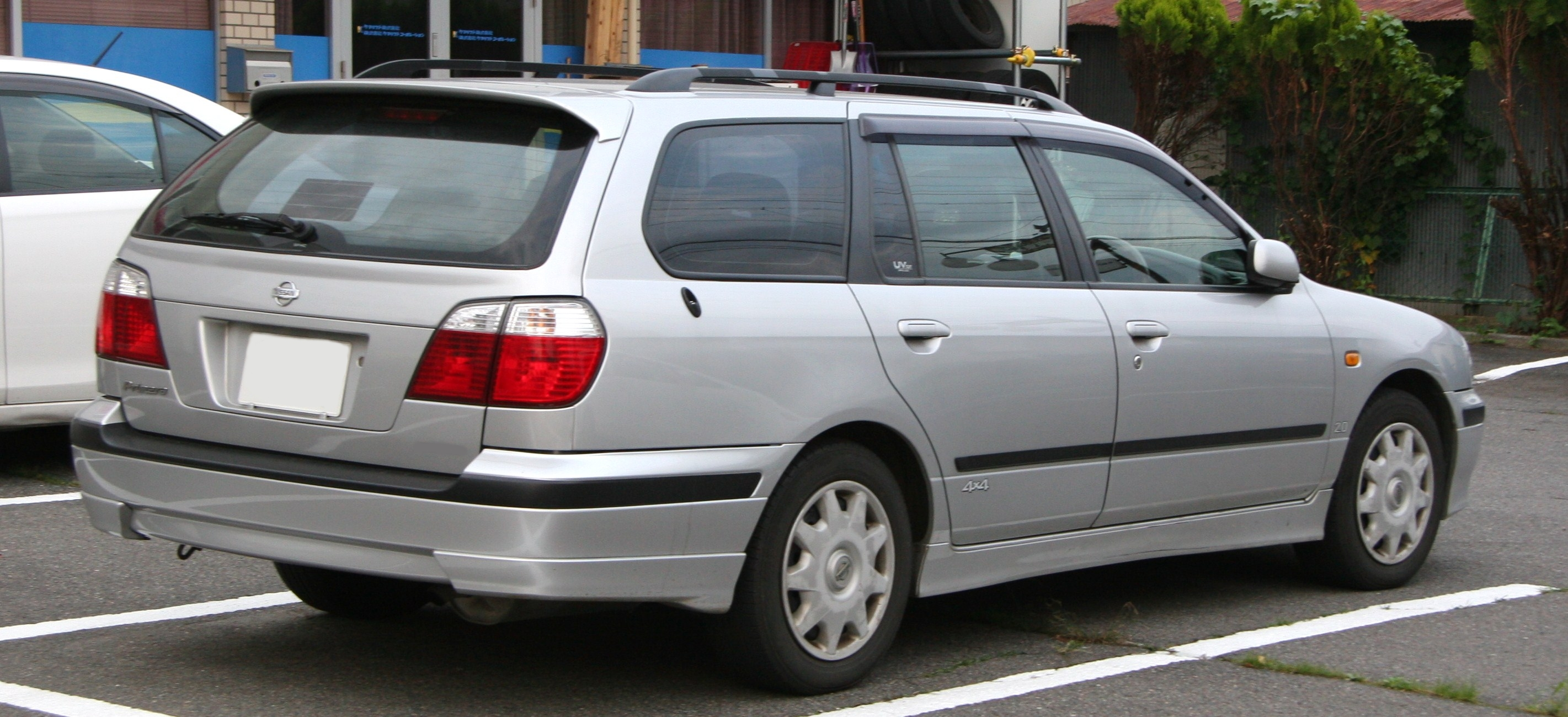
第二代Primera P11型系五門旅行車款後期車尾(日本樣式)
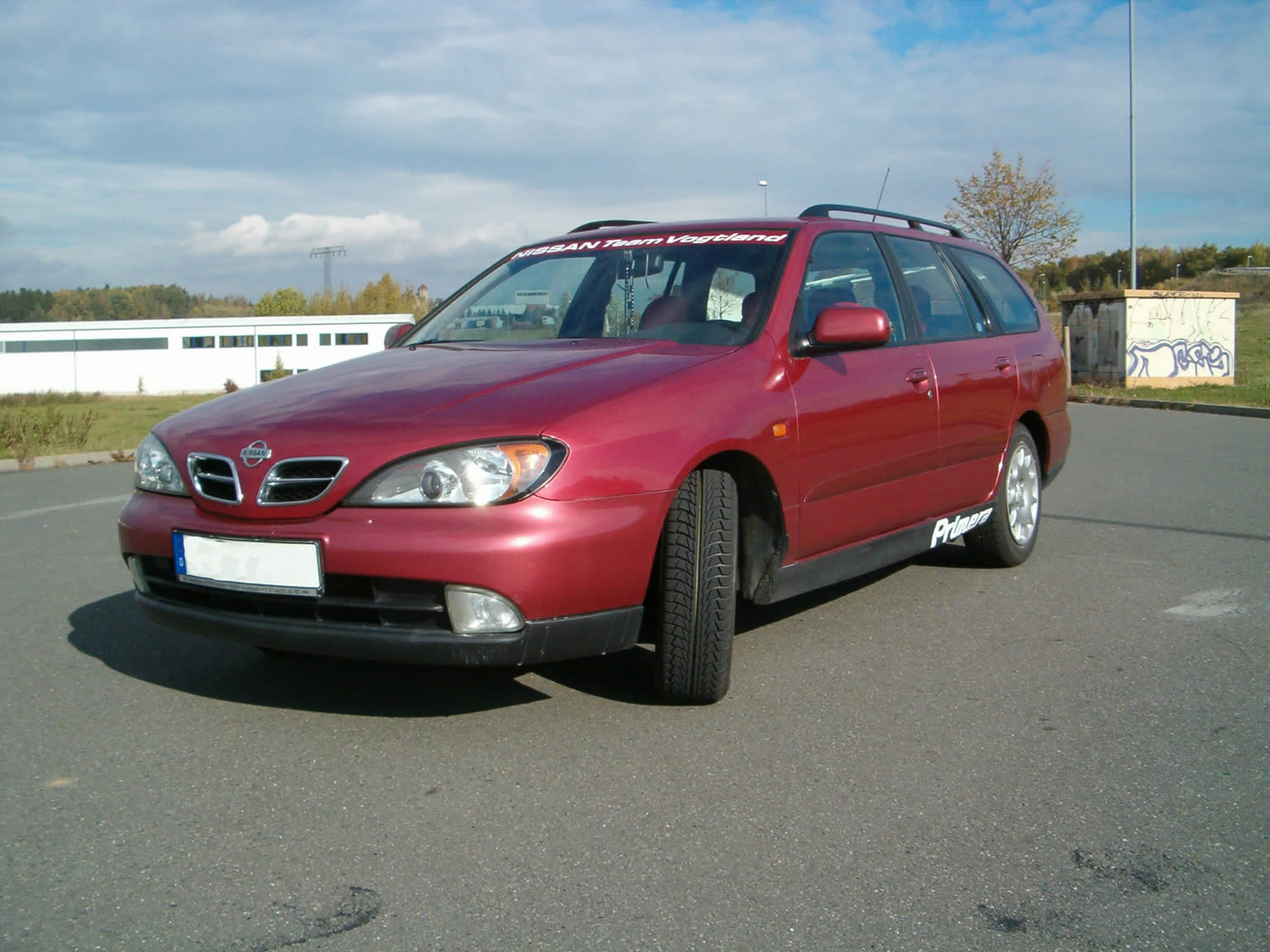
第二代Primera P11型系五門旅行車款後期車頭(歐洲樣式)
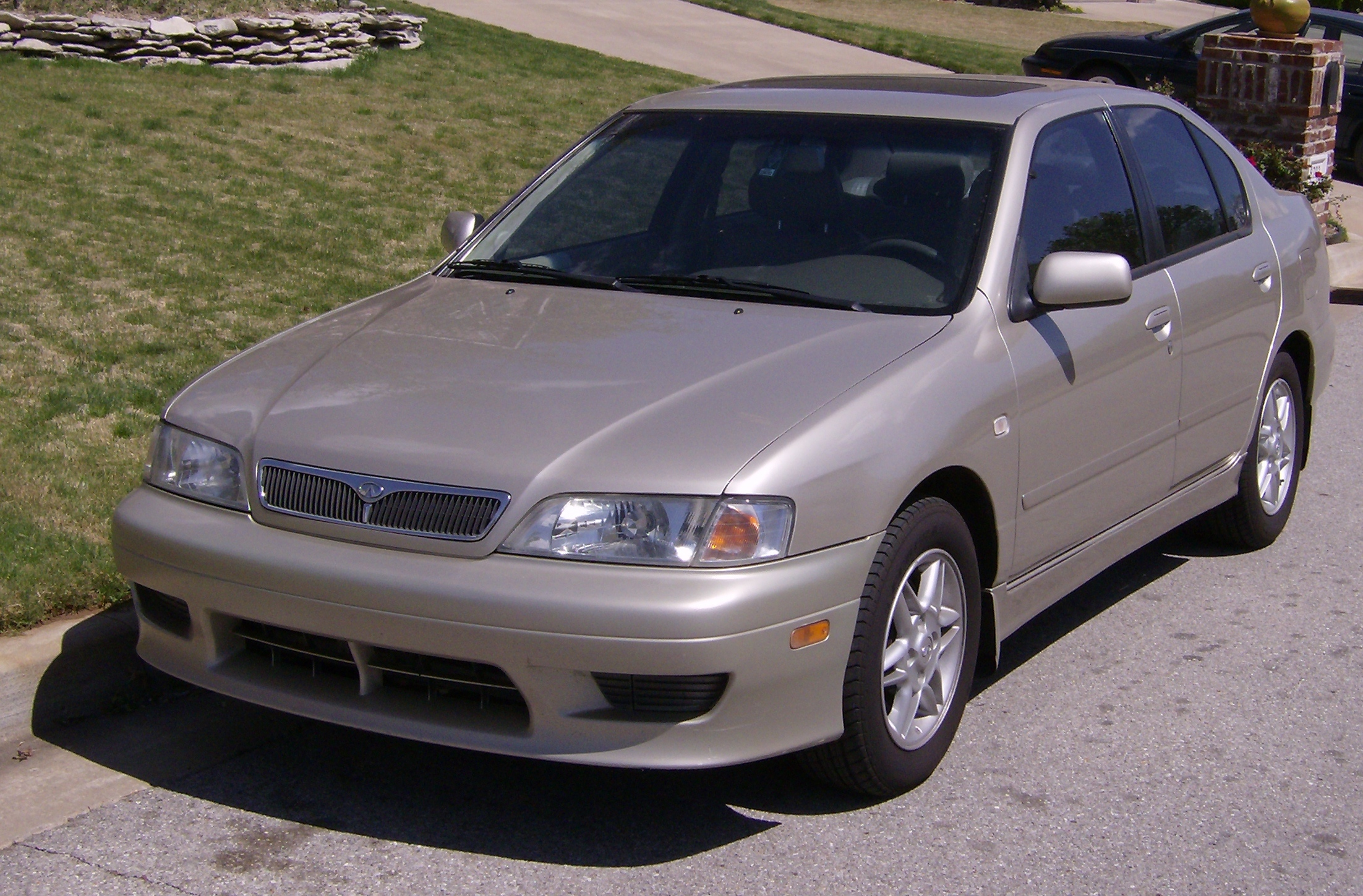
第二代英菲尼迪G20 P11型前期車頭
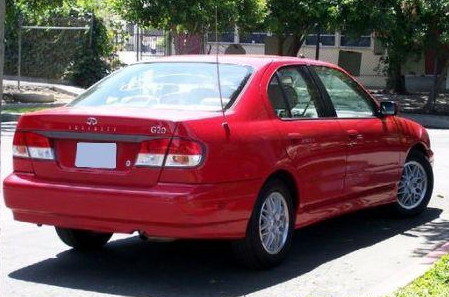
第二代英菲尼迪G20 P11型前期車尾

### 第三代P12型系（2001年-2008年）
2001年1月第三代Primera P12型系正式在日本銷售，並於2002年立即於歐洲及東南亞、大洋洲銷售。此代P12型系是雷諾汽車入主日產後的巨獻，並交由法籍設計師Stéphane Schwarz負責操刀，同時採用日產MS平台開發，整體風格和前二代車型不同，在外觀上偏向高重心及流線圓潤設計，動力方面日本版搭載了2.0/2.5直噴引擎，性能版本則是SR20VE 204hp，而歐洲版則搭載2.2 Dci/1.8/1.6/2.0四款引擎。由於銷量每況越下，直至2008年日產決定停產Primera車系，將英國NMUK廠轉由Qashqui車系使用，而Primera車系也正式下台。

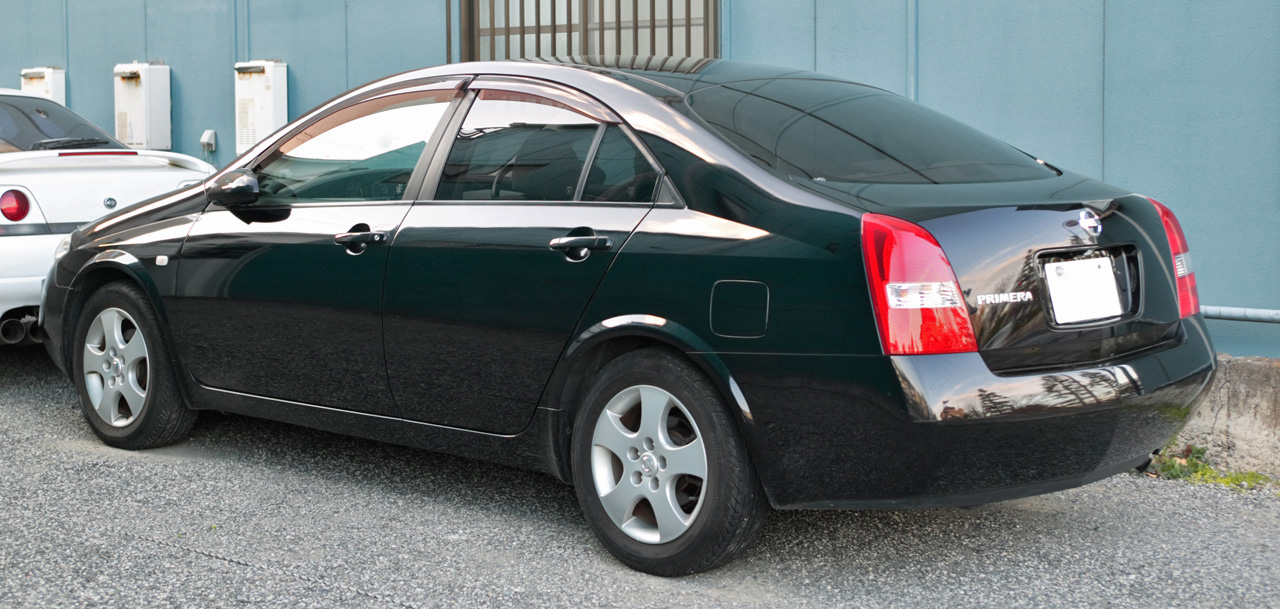
第三代Primera P12型系四門轎車款前期車尾(日本樣式)
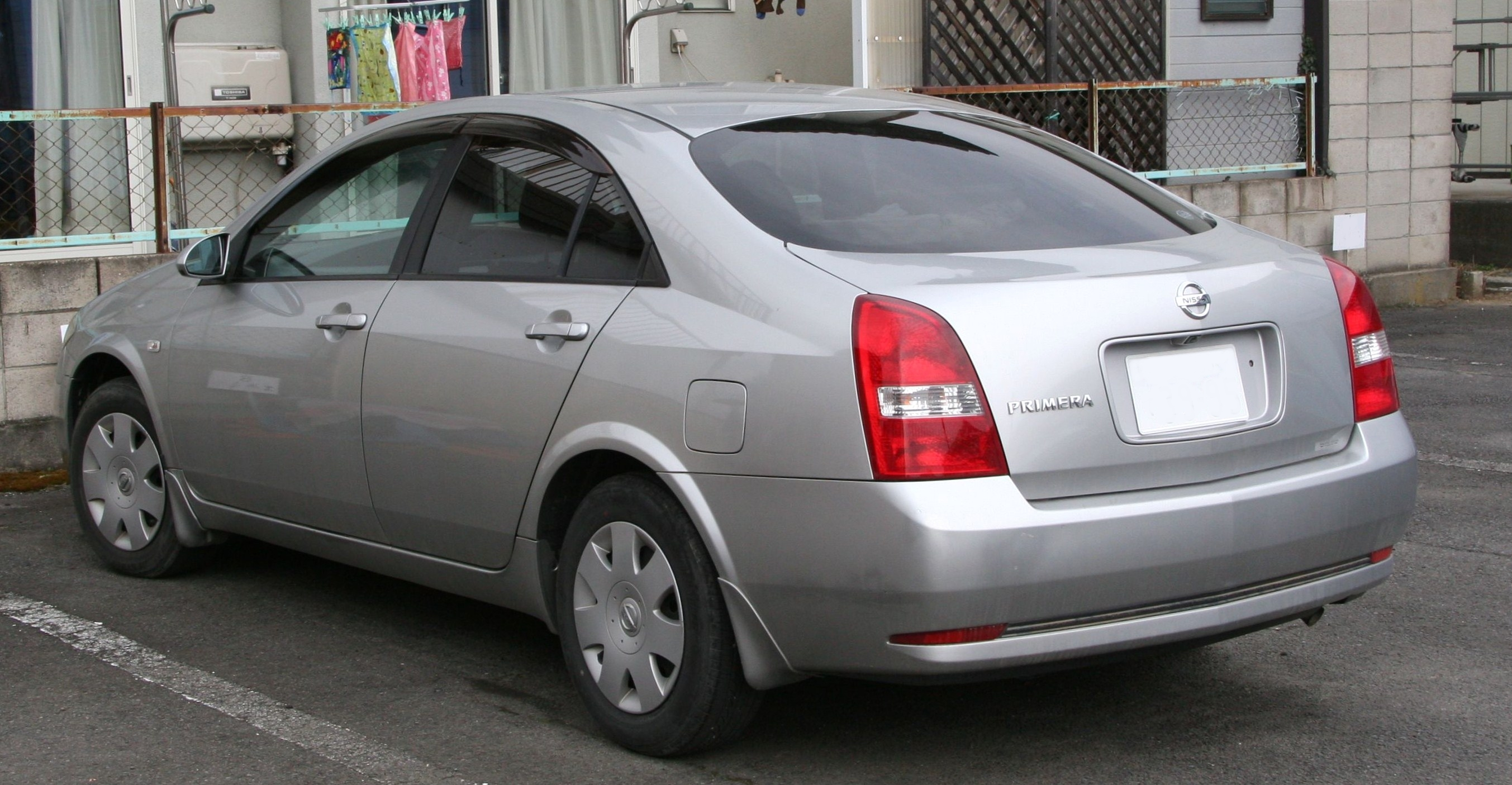
第三代Primera P12型系四門轎車款後期車尾(日本樣式)
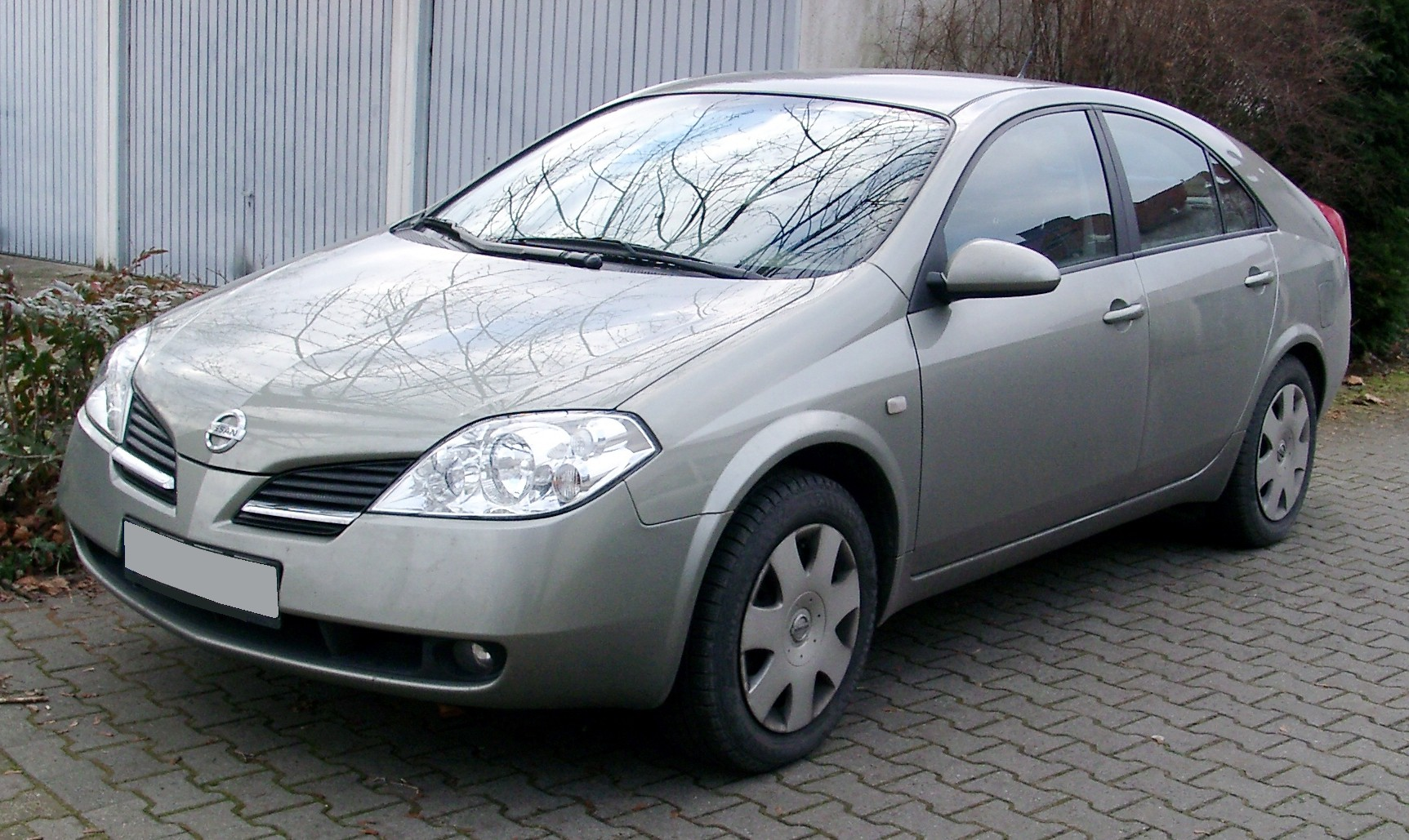
第三代Primera P12型系五門掀背車款前期車頭(歐洲樣式)
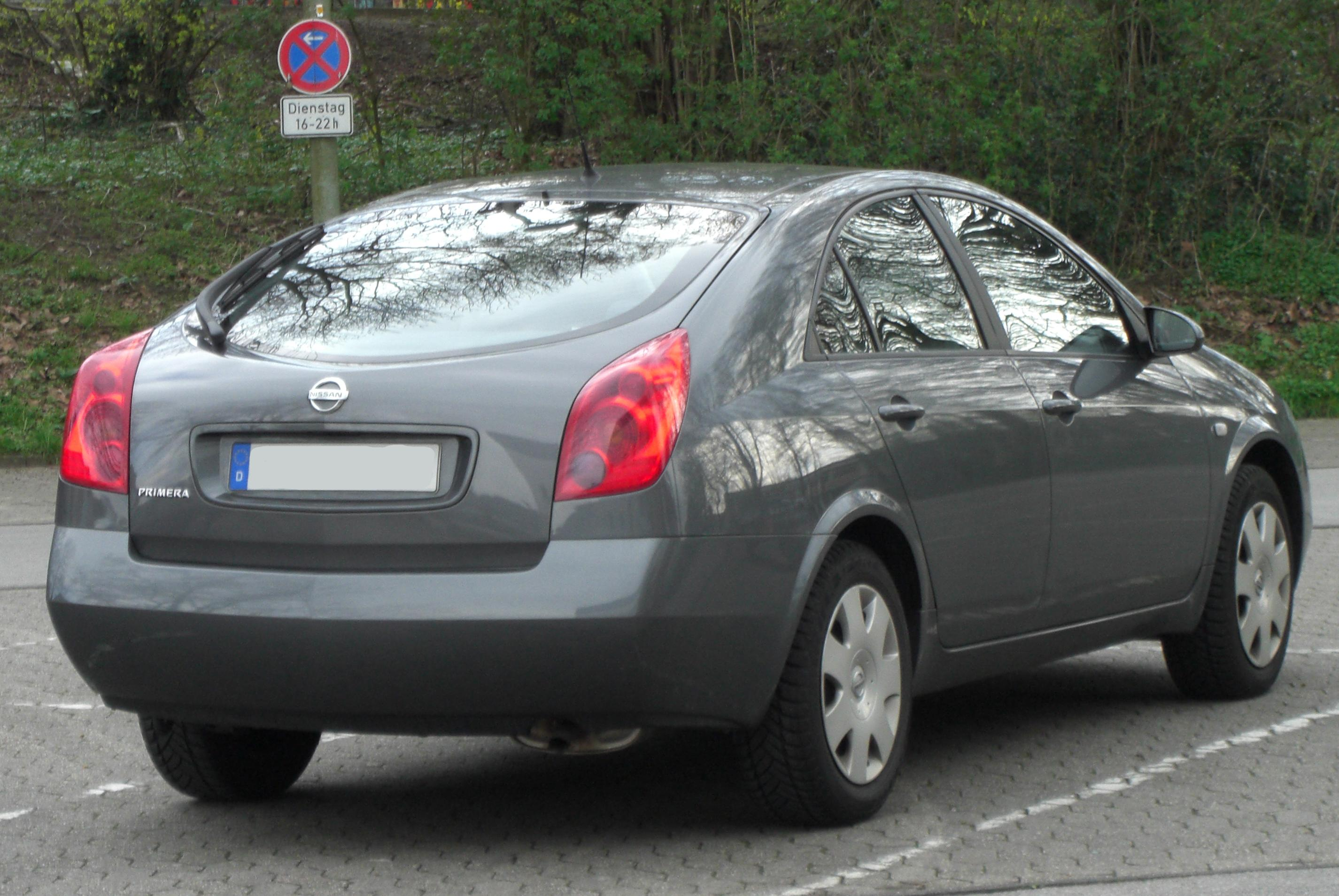
第三代Primera P12型系五門掀背車款前期車尾(歐洲樣式)
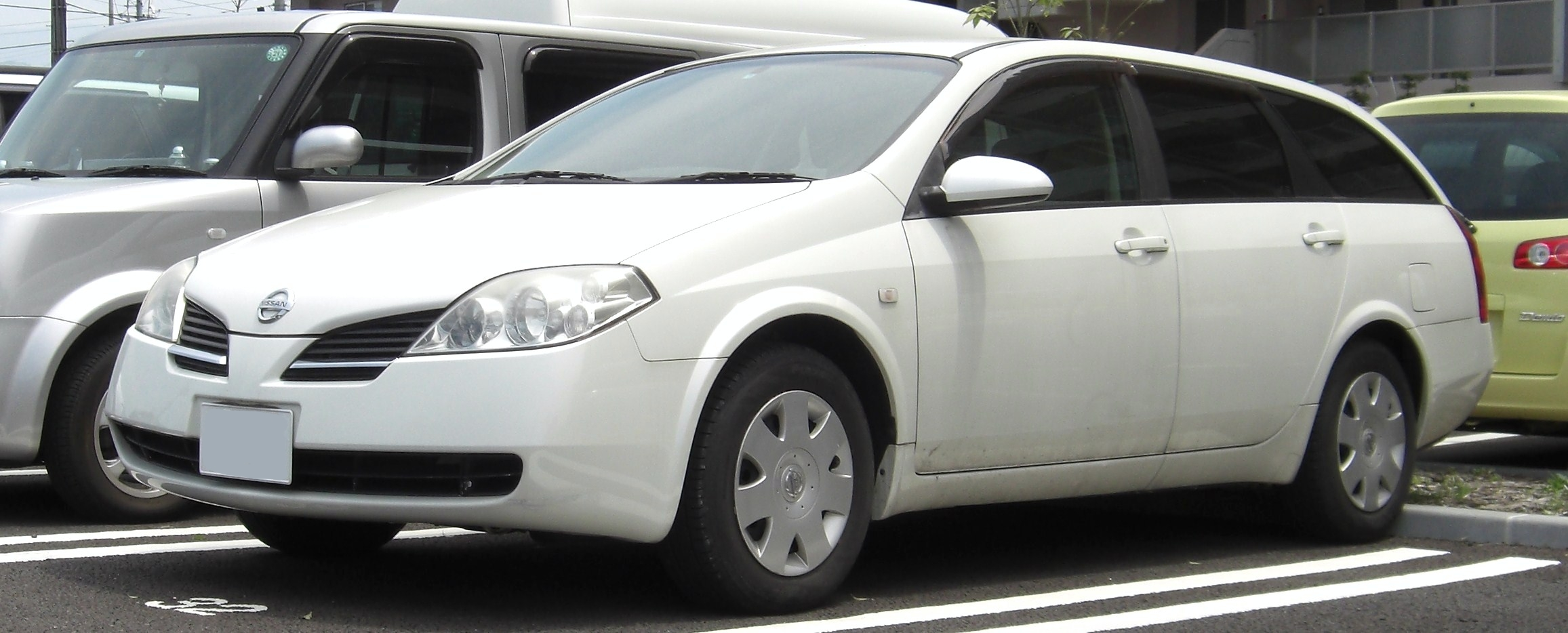
第三代Primera P12型系五門旅行車款前期車頭(日本樣式)
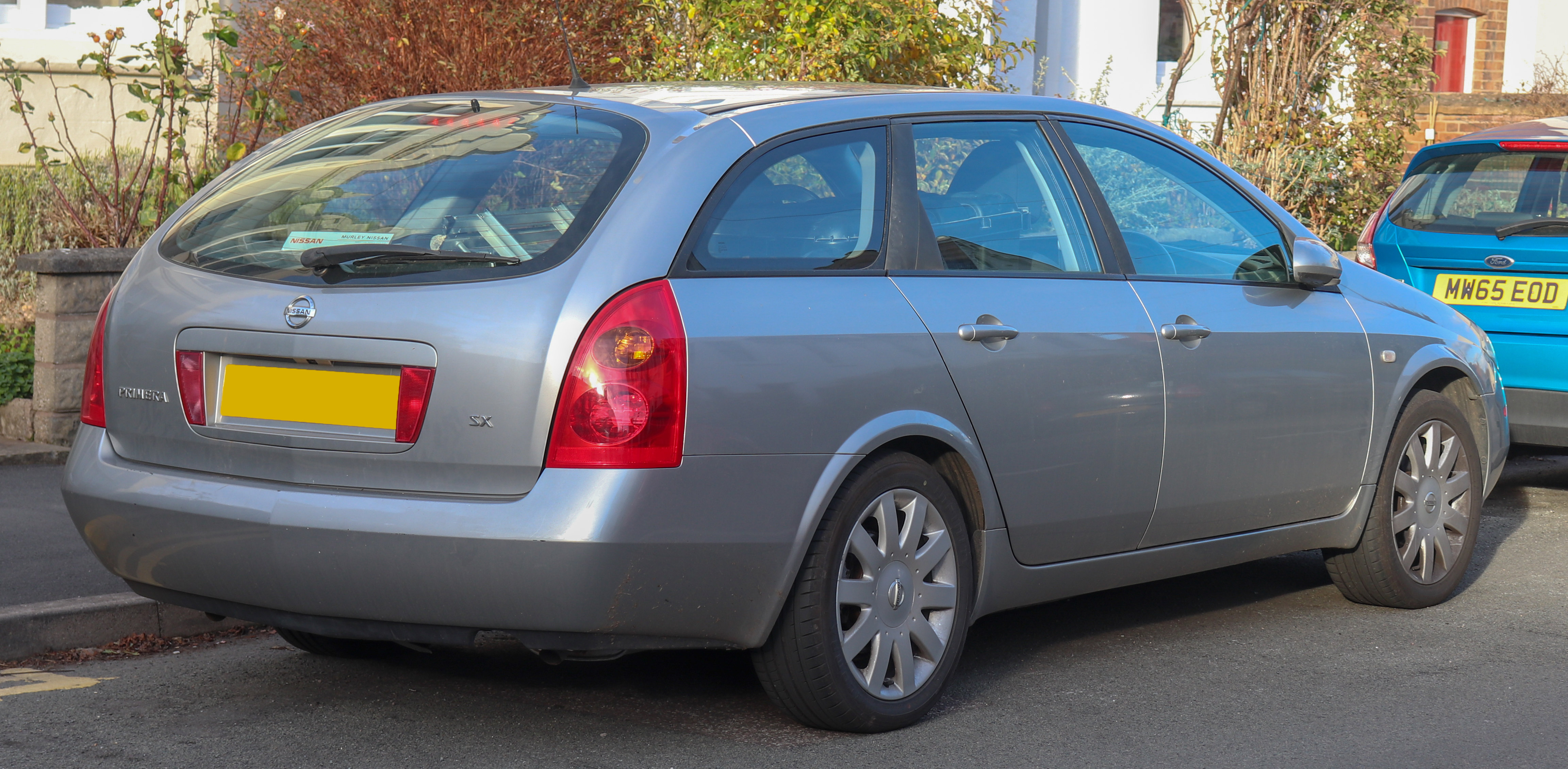
第三代Primera P12型系五門旅行車款前期車尾(歐洲樣式)
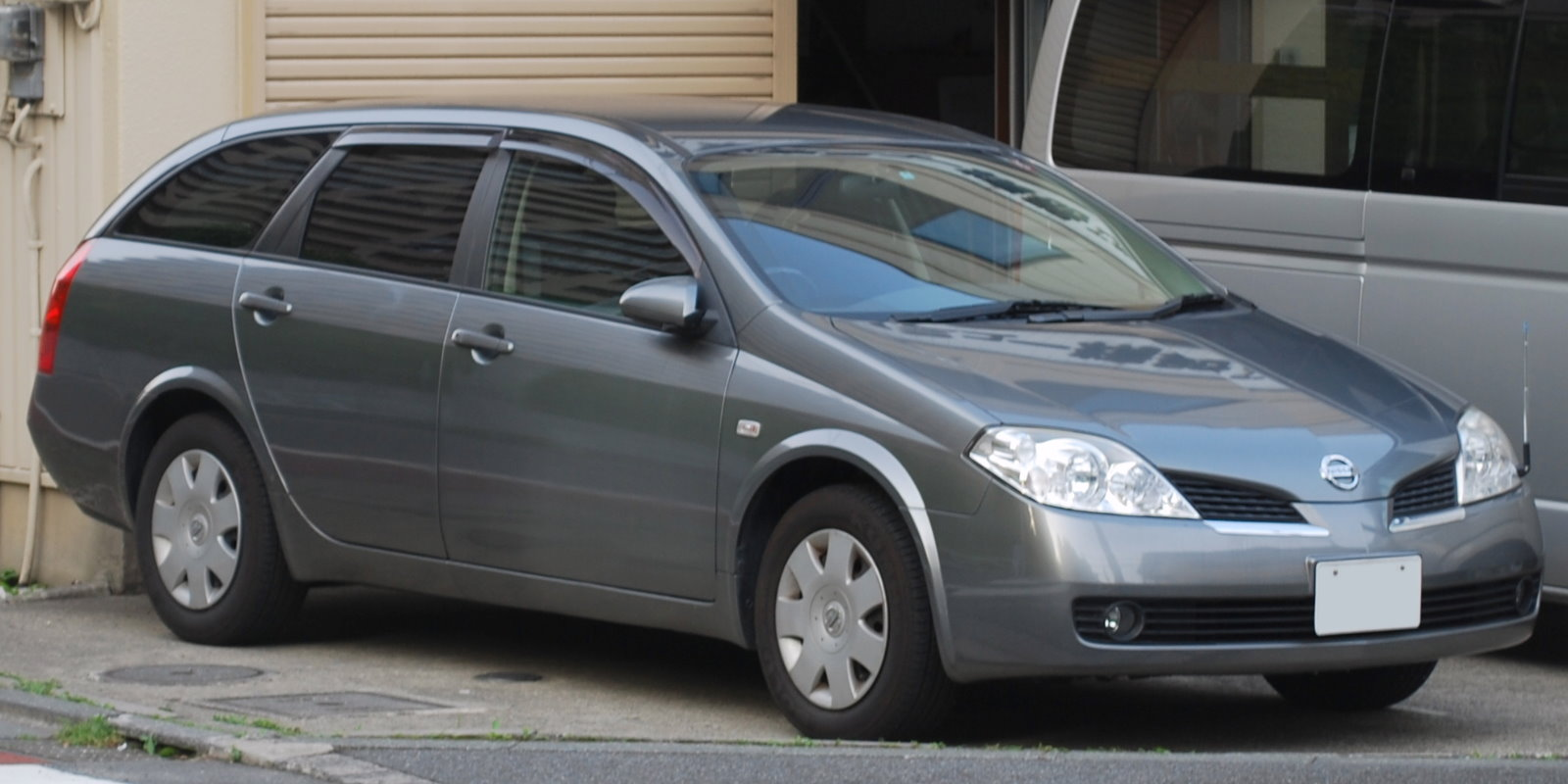
第三代Primera P12型系五門旅行車款後期車頭(日本樣式)